# Avlidna 2023
Detta är en lista över kända personer som har avlidit under 2023.

## Januari

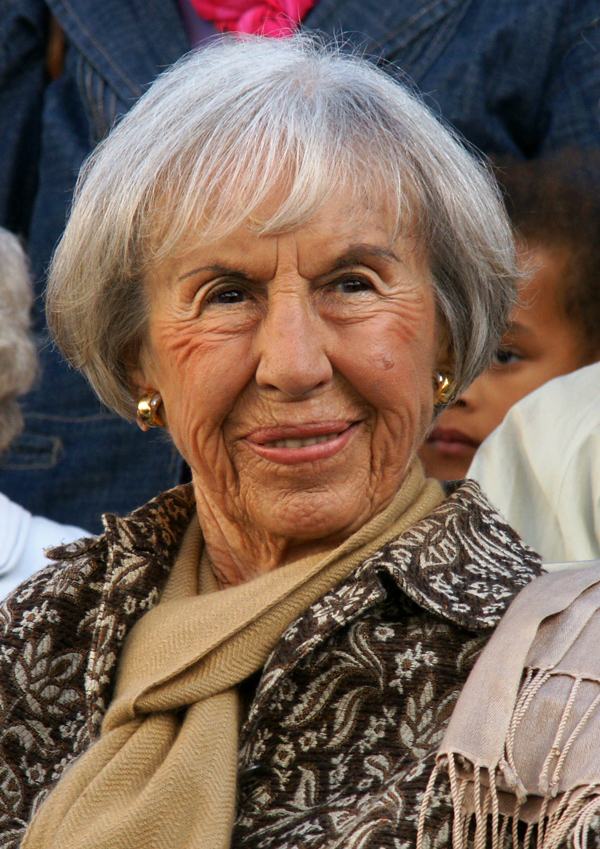
Den danska författaren och journalisten Lise Nørgaard avled 1 januari, 105 år gammal.

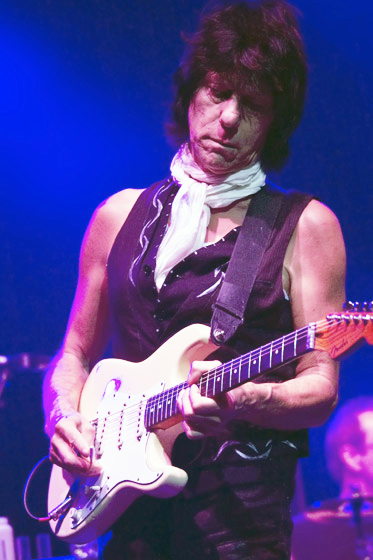
Den brittiske gitarristen och låtskrivaren Jeff Beck avled 10 januari, 78 år gammal.

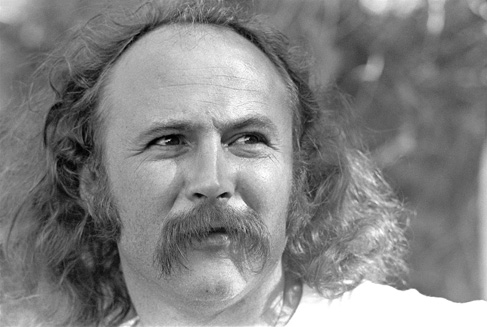
Den amerikanske sångaren, musikern och låtskrivaren David Crosby avled 18 januari, 81 år gammal.

- 1 januari – Fred White, 67, amerikansk musiker, trumslagare med Donny Hathaway och i Earth, Wind & Fire.[1][2]
- 1 januari – Lise Nørgaard, 105, dansk journalist och författare (Matador, etc).[3]
- 2 januari – Kajsa Thoor, 51, svensk TV-programledare.[4]
- 2 januari – Suzy McKee Charnas, 83, amerikansk fantasy- och science fiction-författare.[5]
- 2 januari – Kerstin Isedal, 94, svensk skådespelare.[6]
- 2 januari – Viktor Fajnberg, 79, rysk filolog, framstående sovjetisk dissident och kämpe mot straffpsykiatrin.[7]
- 2 januari – Ken Block, 55, amerikansk rallyförare.[8]
- 3 januari – Alan Rankine, 64, brittisk (skotsk) musiker, kompositör och producent, medgrundare av The Associates.[9][10]
- 3 januari – Walter Cunningham, 90, amerikansk astronaut (Apollo 7).[11]
- 3 januari – Rolf "Kocken" Andersson, 80, svensk fotbollsspelare.[12]
- 4 januari – Fay Weldon, 91, brittisk författare.[13]
- 4 januari – Rosi Mittermaier, 72, tysk (västtysk) alpin skidåkerska.[14][15]
- 4 januari – Michel Ferté, 64, fransk racerförare.[16]
- 5 januari – Renate Garisch-Culmberger, 83, tysk kulstötare, olympisk silvermedaljör 1964 (tävlade för Östtyskland).[17][18]
- 5 januari – Earl Boen, 81, amerikansk skådespelare och röstskådespelare.[19]
- 6 januari – Gianluca Vialli, 58, italiensk fotbollsspelare.[20][21][22]
- 6 januari – Dick Savitt, 95, amerikansk tennisspelare.[23]
- 7 januari – Haakon Pedersen, 64, norsk popsångare.[24][25]
- 7 januari – Modeste M'bami, 40, kamerunsk fotbollsspelare.[26]
- 7 januari – Ulla-Maria Andersson, 67, svensk författare.[27]
- 8 januari – Georgij Sjajduko, 60, rysk kappseglare och olympisk silvermedaljör.[28]
- 8 januari – Patrick Grimlund, 50, svensk ekonom och programledare (Lyxfällan).[29]
- 8 januari – Roberto Dinamite, 68, brasiliansk fotbollsspelare och politiker.[30]
- 9 januari – Charles Simic, 84, serbisk-amerikansk poet.[31]
- 9 januari – Mikio Satō, 94, japansk matematiker.[32]
- 9 januari – K. Alexander Müller, 95, schweizisk fysiker, nobelpristagare 1987.[33]
- 9 januari – Melinda Dillon, 83, amerikansk skådespelare.[34]
- 10 januari – George Pell, 81, australisk romersk-katolsk kardinal, ärkebiskop av Melbourne 1996–2001 och av Sydney 2001–2014.[35]
- 10 januari – Valentyna Lutajeva, 66, ukrainsk handbollsspelare (tävlade för Sovjetunionen).[36][37]
- 10 januari – Konstantin II, 82, grekisk kung 1964–1973 (i exil sedan 1967).[38][39]
- 10 januari – Traudl Hecher, 79, österrikisk alpin störtloppsåkare och olympisk bronsmedaljör.[40]
- 10 januari – Black Warrior, 54, mexikansk fribrottare.[41]
- 10 januari – Jeff Beck, 78, brittisk gitarrist.[42]
- 11 januari – Tatjana Patitz, 56, tysk-svensk-amerikansk supermodell.[43][44][45]
- 11 januari – Sverker Martin-Löf, 79, svensk industriman.[46]
- 11 januari – Carole Cook, 98, amerikansk skådespelare.[47]
- 11 januari – Peter Campbell, 62, amerikansk vattenpolospelare.[48]
- 12 januari – Lisa Marie Presley, 54, amerikansk sångare och låtskrivare, dotter till Elvis Presley.[49]
- 12 januari – Paul Johnson, 94, brittisk katolsk journalist, författare och populärhistoriker.[50]
- 12 januari – Gerrie Coetzee, 67, sydafrikansk boxare.[51][52]
- 13 januari – Klas Lestander, 91, svensk skidskytt, olympisk guldmedaljör 1960.[53]
- 13 januari – Sture Forsén, 90, svensk forskare inom fysikalisk kemi.[54]
- 13 januari – Jane Bark, 91, svensk illustratör.[55]
- 13 januari – Julian Sands, 65, brittisk skådespelare.
- 14 januari – Carl Hahn, 96, tysk företagsledare, koncernchef för Volkswagen 1982–1993.[56]
- 14 januari – Elsa Boström, 92, finlandssvensk författare och kulturjournalist.[57]
- 15 januari – Gáspár Miklós Tamás, 74, ungersk kolumnist, filosof och debattör.[58]
- 15 januari – Doris Svensson, 75, svensk sångare.[59]
- 15 januari – Gino Odjick, 52, kanadensisk ishockeyspelare.[60]
- 15 januari – Mats Nordberg, 64, svensk sverigedemokratisk politiker, riksdagsledamot sedan 2018.[61][62]
- 15 januari – Vachtang Kikabidze, 84, georgisk sångare, skådespelare och manusförfattare.[63][64]
- 15 januari – Sven Johansson, 94, svensk moderat politiker, landshövding i Västerbottens län 1978–1991.[65]
- 15 januari – Bill Hugg, 67, svensk skådespelare.[66]
- 15 januari – Jane Cederqvist, 77, svensk simmare (olympisk silvermedaljör och mottagare av Svenska Dagbladets guldmedalj 1960), historiker och ämbetsman.[67]
- 16 januari – Gina Lollobrigida, 95, italiensk skådespelare.[68]
- 16 januari – Vladas Česiūnas, 82, litauisk kanotist (tävlade för Sovjetunionen), olympisk guldmedaljör 1972.[69]
- 17 januari – Ferenc Varga, 97, ungersk kanotist, olympisk bronsmedaljör 1952.[70][71]
- 17 januari – Lucile Randon, 118, fransk kvinna som var världens äldsta person sedan 2022.[72]
- 17 januari – Dagmar Beling, 93, svensk målare och tecknare.[73]
- 18 januari – Denys Monastyrskyj, 42, ukrainsk politiker, inrikesminister sedan 2021.[74]
- 18 januari – Holger Ellgaard, 79, tysk-svensk arkitekt, fotograf och wikipedian.[75]
- 18 januari – Erik Arthur Egerwärn, 85, svensk centerpartistisk riksdagsman.[76]
- 18 januari – David Crosby, 81, amerikansk sångare, musiker och låtskrivare.[77][78]
- 18 januari – Per Christiansson, 61, svensk tävlingscyklist.[79]
- 19 januari – Norbert Sattler, 72, österrikisk kanotist, olympisk silvermedaljör 1972.[80]
- 19 januari – Claude Guillon, 70, fransk författare och filosof.[81]
- 20 januari – Richard Steadman, 85, amerikansk specialistortoped och kirurg.[82]
- 20 januari – Nils-Erik Saris, 94, finländsk kemist och professor.[83]
- 21 januari – Ritt Bjerregaard, 81, dansk politiker, Köpenhamns överborgmästare, jordbruks- och fiskeriminister och EU-kommissionär för miljöfrågor.[84]
- 22 januari – Hossein Shahabi, 55, iransk filmregissör och manusförfattare.[85]
- 22 januari – Thomas Hellberg, 81, svensk skådespelare och regissör.[86]
- 22 januari – Benny Galant, 93, spansk fribrottare.[87]
- 23 januari – Álvaro Colom, 71, guatemalansk politiker, president 2008–2012.[88]
- 24 januari – Jacob Forsell, 80, svensk fotograf och författare.[89]
- 24 januari – Balkrishna (B.V.) Doshi, 95, indisk arkitekt, mottagare av Pritzkerpriset 2018.[90]
- 25 januari – Cindy Williams, 75, amerikansk skådespelare.[91]
- 25 januari – Pernilla Oscarsson, 47, svensk skådespelare och filmarbetare.[92]
- 25 januari – Thomas Grundberg, 69, svensk översättare.[93]
- 25 januari – Elisabeth Frick, 70, svensk teaterregissör.[94]
- 26 januari – Maj-Britt Thörn, 99, svensk skådespelare och dansös.[95]
- 26 januari – Sven Lilja, 90, svensk sångare, musikproducent och ljudtekniker.[96]
- 26 januari – Rodolfo Ares, 68, spansk (baskisk) politiker, inrikesminister i den autonoma regionen Baskien 2009–2012.[97]
- 27 januari – Sylvia Syms, 89, brittisk skådespelare.[98]
- 28 januari – Tom Verlaine, 73, amerikansk sångare, låtskrivare och musiker.[99]
- 28 januari – Odd Børre Sørensen, 83, norsk sångare (Eurovision Song Contest 1968).[100]
- 28 januari – Barrett Strong, 81, amerikansk sångare och låtskrivare.[101]
- 28 januari – Krister Kristensson, 80, svensk fotbollsspelare.[102]
- 30 januari – Gerald Mortag, 64, tysk tävlingscyklist, olympisk silvermedaljör 1980 (tävlade för Östtyskland).[103]
- 30 januari – Bobby Hull, 84, kanadensisk ishockeyspelare.[104][105]
- 30 januari – Viktor Agejev, 86, rysk vattenpolospelare (tävlade för Sovjetunionen).[106]
- 31 januari – Henrik Nordbrandt, 77, dansk poet, romanförfattare, essäist och översättare.[107]
- 31 januari – Kim Yeong-Hui, 59, sydkoreansk olympisk basketspelare.[108]
- 31 januari – David Durenberger, 88, amerikansk politiker, senator för Minnesota 1978–1995.[109]

## Februari

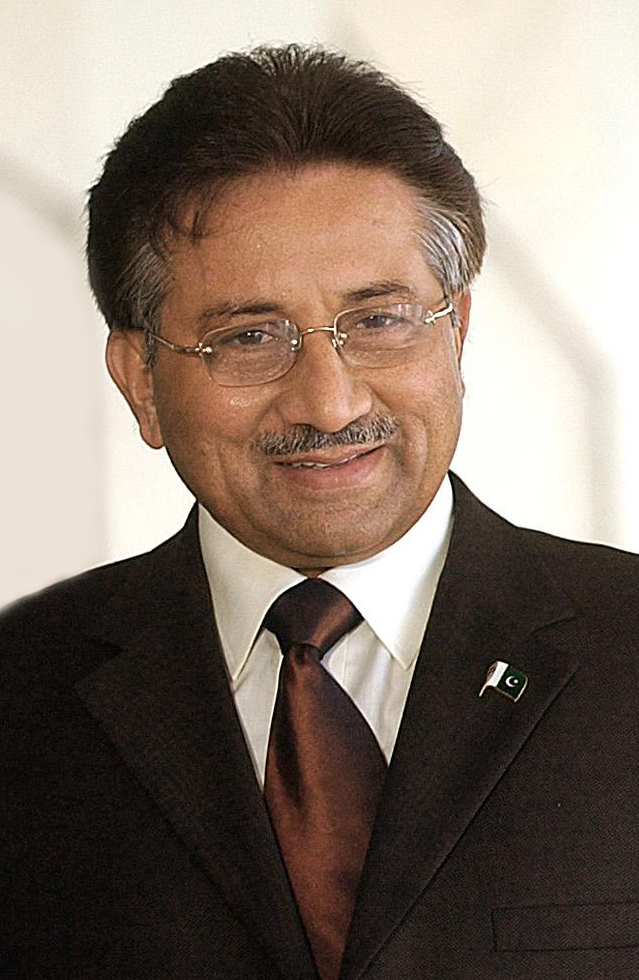
Pakistans president och regeringschef Pervez Musharraf avled 5 februari, 79 år gammal.

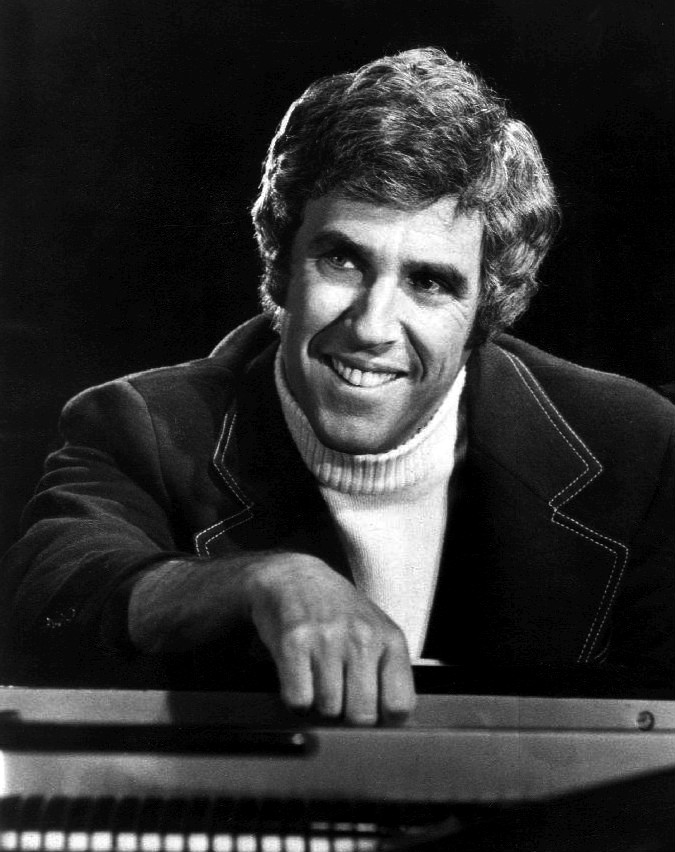
Den amerikanske kompositören Burt Bacharach avled 8 februari, 94 år gammal.

- 1 februari – Hans Alsén, 96, svensk socialdemokratisk politiker, landshövding i Uppsala län 1986–1992.[110]
- 2 februari – James Wofford, 78, amerikansk ryttare, olympisk silvermedaljör 1968 och 1972.[111]
- 2 februari – Ulf Svensson, 93, svensk entreprenör och grundare av Kolmårdens djurpark.[112]
- 2 februari – Jean-Pierre Jabouille, 80, fransk racerförare.[113]
- 2 februari – Georg Dolivo, 77, finländsk skådespelare, regissör och teaterchef.[114]
- 2 februari – Ulf Andersson, 82, svensk jazzmusiker, kompositör och kapellmästare.[115]
- 3 februari – Paco Rabanne, 88, spansk modeskapare.[116]
- 4 februari – Arnold Schulman, 97, amerikansk manus-, pjäs- och sångtextförfattare.[117]
- 4 februari – Sherif Ismail, 67, egyptisk politiker, premiärminister 2015–2018.[118]
- 4 februari – Jürgen Flimm, 81, tysk teater- och operaregissör.[119]
- 4 februari – Henric Andersson, 49, svensk företagsledare, vd för Husqvarna.[120]
- 5 februari – Pervez Musharraf, 79, pakistansk politiker och general, regeringschef 1999–2002 och president 2001–2008.[121]
- 5 februari – Chris Browne, 70, amerikansk serieskapare (Hagbard Handfaste).[122]
- 6 februari – Lubomír Štrougal, 98, tjeckisk (tjeckoslovakisk) kommunistisk politiker, premiärminister 1970–1988.[123]
- Omkring 6 februari – Christian Atsu, 31, ghanansk fotbollsspelare.[124]
- 6 februari – Janet Anderson, 73, brittisk labour-politiker, minister för film, radio och TV och turism 1998–2001.[125]
- 6 februari – Greta Andersen, 95, dansk simmare, olympisk guld- och silvermedaljör 1948.[126]
- 7 februari – Andrew J. McKenna, 93, amerikansk företagsledare, styrelseordförande för McDonald's 2004–2016.[127]
- 7 februari – Ulf Lindqvist, 89, svensk sångare och skådespelare.[128]
- 7 februari – Makoto Ito, 86, japansk nationalekonom.[129]
- 7 februari – Daniel Defert, 85, fransk sociolog och aids-aktivist.[130]
- 8 februari – Ivan Silajev, 92, rysk (sovjetisk) kommunistisk politiker, premiärminister 1991.[131]
- 8 februari – Volodymyr Morozov, 82, turkmenisk-ukrainsk kanotist (tävlade för Sovjetunionen), trefaldig olympisk guldmedaljör.[132]
- 8 februari – Elena Fanchini, 37, italiensk alpin skidåkare, VM-medaljör 2005.[133]
- 8 februari – Miroslav Blažević, 87, bosnien-kroatisk fotbollstränare, VM-medaljör som förbundskapten för Kroatien 1998.[134]
- 8 februari – Burt Bacharach, 94, amerikansk kompositör.[135]
- 10 februari – Carlos Saura, 91, spansk filmskapare.[136]
- 10 februari – Hans Modrow, 95, tysk (östtysk) politiker, ordförande i Östtysklands ministerråd 1989–1990.[137][138]
- 10 februari – Marie-Gabrielle av Luxemburg, 97, luxemburgsk prinsessa.[139]
- 10 februari – Hugh Hudson, 86, brittisk filmregissör.[140]
- 11 februari – Odd Eriksen, 67, norsk politiker, näringslivsminister 2005–2006.[141]
- 12 februari – Arne Treholt, 80, norsk journalist, politiker och ämbetsman dömd för spioneri.[142][143]
- 13 februari – Kéné Ndoye, 44, senegalesisk friidrottare.[144]
- 13 februari – Leiji Matsumoto, 85, japansk manga- och filmskapare.[145]
- 13 februari – Mikaela Fabricius-Bjerre, 53, finländsk dressyrryttare.[146]
- 14 februari – Hrvoje Kačić, 91, kroatisk vattenpolospelare och olympisk medaljör (tävlade för Jugoslavien).[147]
- 15 februari – Raquel Welch, 82, amerikansk skådespelare.[148]
- 15 februari – Kerstin Tidelius, 88, svensk skådespelare.[149][150]
- 15 februari – Paul Berg, 96, amerikansk biokemist, nobelpristagare i kemi 1980.[151]
- 16 februari – Gunvor Pontén, 94, svensk skådespelare.[152][153]
- 16 februari – Tim Lobinger, 50, tysk stavhoppare, guldmedaljör i inomhus-VM 2003.[154]
- 16 februari – Gunnar Heinsohn, 79, tysk sociolog och ekonom.[155]
- 17 februari – Stella Stevens, 84, amerikansk skådespelare.[156]
- 17 februari – Rebecca Blank, 67, amerikansk ekonom och universitetskansler, tillförordnad handelsminister 2012–2013.[157]
- 18 februari – Petar Zhekov, 78, bulgarisk fotbollsspelare.[158]
- 18 februari – Jim Broyhill, 95, amerikansk republikansk politiker, representanthusledamot 1963–1986 och senator 1986.[159]
- 18 februari – Barbara Bosson, 83, amerikansk skådespelare (Spanarna på Hill Street, etc).[160]
- 19 februari – Rolf Wirtén, 91, svensk folkpartistisk politiker och ämbetsman.[161]
- 19 februari – Jansen Panettiere, 28, amerikansk skådespelare.[162][163]
- 19 februari – Greg Foster, 64, amerikansk häcklöpare, olympisk silvermedaljör 1984.[164]
- 19 februari – Hans Dahlman, 79, svensk författare, manusförfattare och satiriker.[165]
- 19 februari – Klas Burling, 82, svensk radio- och TV-journalist och programledare.[166]
- 21 februari – Nadja Tiller, 93, österrikisk skådespelare.[167]
- 21 februari – Amancio Amaro, 83, spansk fotbollsspelare och tränare.[168]
- 22 februari – Mats Löfving, 61, svensk jurist och polischef.[169]
- 22 februari – Ellen Inga Hætta, 69, norsk samisk pedagog och politiker.[170]
- 23 februari – John Olver, 86, amerikansk demokratisk politiker, representanthusledamot 1991–2013.[171]
- 23 februari – Adam Lisewski, 79, polsk fäktare, olympisk bronsmedaljör 1968.[172]
- 23 februari – Ingemar Eriksson, 73, svensk handbollstränare och idrottsledare.[173]
- 23 februari – Tony Earl, 86, amerikansk demokratisk politiker, Wisconsins guvernör 1983–1987.[174]
- 23 februari – Slim Borgudd, 76, svensk racerförare och musiker.[175]
- 24 februari – Juraj Jakubisko, 84, slovakisk (tjeckoslovakiskfödd) filmregissör.[176]
- 24 februari – Ulla Grimlund, 90, svensk skådespelare.[177]
- 24 februari – Leif Ericson, 96, svensk målare.[178]
- 24 februari – James Abourezk, 92, amerikansk demokratisk politiker, representanthusledamot 1971–1973 och senator 1973–1979.[179]
- 25 februari – Torbjörn Axelman, 90, svensk TV-producent, regissör och författare.[180]
- 26 februari – Bob Richards, 97, amerikansk stavhoppare, olympisk guldmedaljör 1952 och 1956.[181]
- 26 februari – Betty Boothroyd, 93, brittisk politiker, parlamentsledamot (för Labour) 1973–2000 och parlamentets talman 1992–2000 (första kvinnliga).[182]
- 27 februari – Juha Valjakkala, 57, finländsk dömd mördare.[183][184]
- 27 februari – Ragnar Holte, 95, svensk teolog, etiker och psalmförfattare.[185]
- 28 februari – Indrek Toome, 79, estnisk politiker.[186]

## Mars

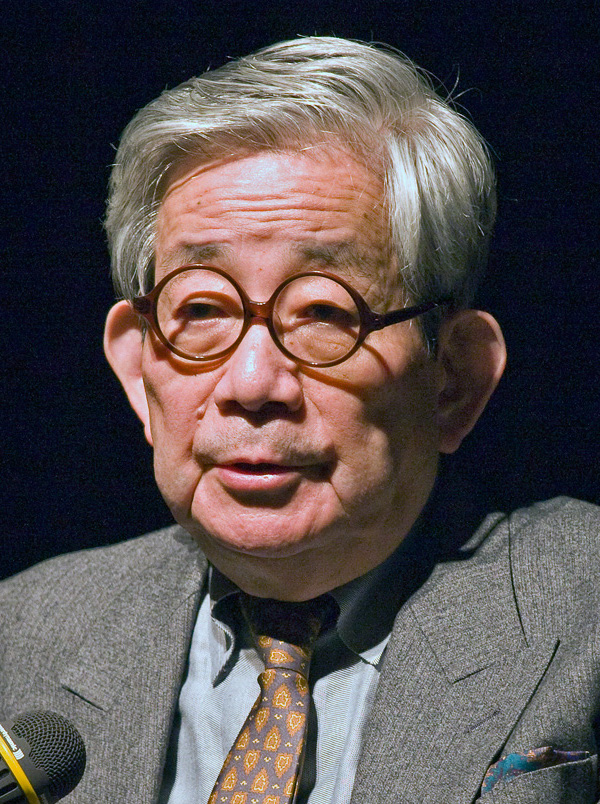
Den japanske författaren och nobelpristagaren Kenzaburo Oe avled 3 mars, 88 år gammal.

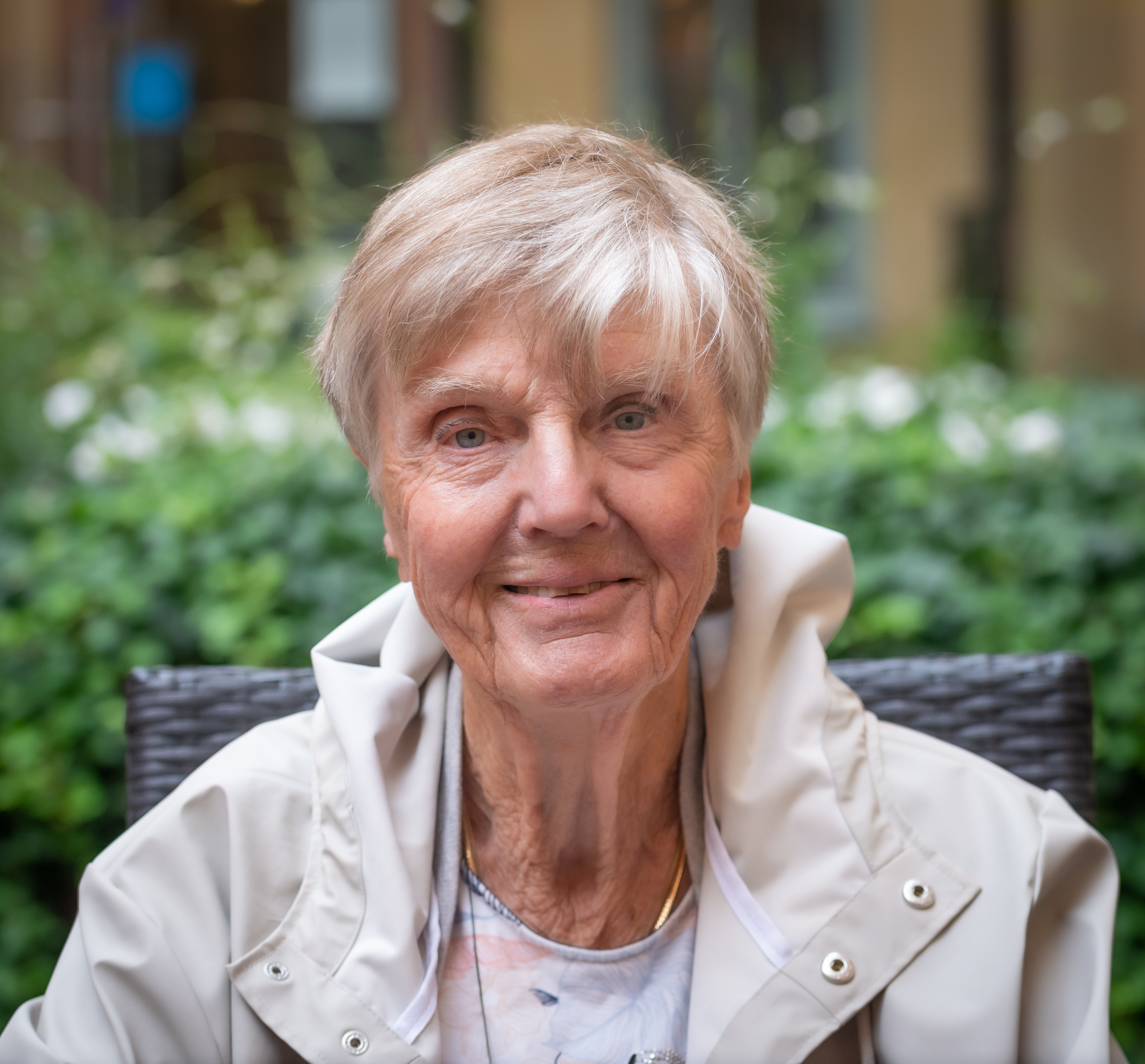
Den svenska liberala politikern Barbro Westerholm avled 13 mars, 89 år gammal.

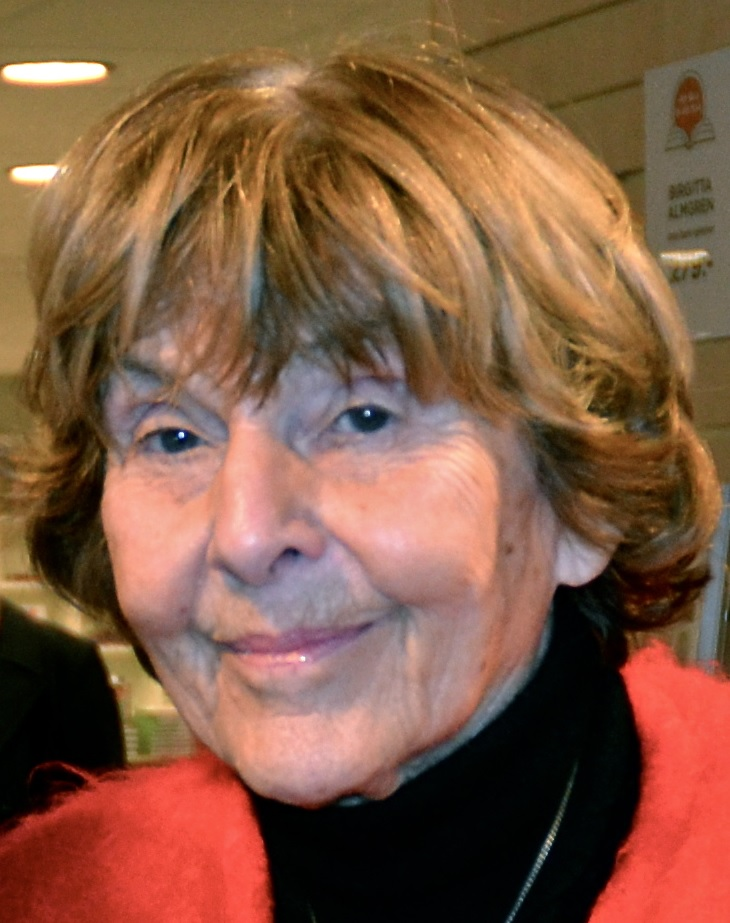
Den svenska författaren Margareta Strömstedt avled 28 mars, 91 år gammal.

- 1 mars – Irène Mannheimer, 91, svensk konsertpianist och pianopedagog.[187]
- 1 mars – Just Fontaine, 89, fransk fotbollsspelare (anfallare).[188]
- 2 mars – Wayne Shorter, 89, amerikansk jazzsaxofonist och kompositör.[189]
- 3 mars – Tom Sizemore, 61, amerikansk skådespelare.[190]
- 3 mars – Kenzaburo Oe, 88, japansk författare, nobelpristagare i litteratur 1994.[191]
- 3 mars – Argentina Menis, 74, rumänsk diskuskastare, olympisk silvermedaljör 1972.[192]
- 3 mars – David Lindley, 78, amerikansk musiker och multiinstrumentalist.[193]
- 3 mars – Carlos Garnett, 84, panamansk-amerikansk jazzsaxofonist.[194]
- 3 mars – Francisco J. Ayala, 88, spansk-amerikansk biolog och filosof.[195][196]
- 4 mars – Leo Sterckx, 86, belgisk tävlingscyklist, olympisk silvermedaljör 1960.[197]
- 4 mars – Judith Heumann, 75, amerikansk företrädare för funktionsnedsattas rättigheter.[198]
- 4 mars – Phil Batt, 96, amerikansk republikansk politiker, Idahos guvernör 1995–1999.[199]
- 4 mars – Romualdo Arppi Filho, 84, brasiliansk fotbollsdomare.[200]
- 5 mars – Gary Rossington, 71, amerikansk gitarrist och låtskrivare (Lynyrd Skynyrd, etc).[201]
- 5 mars – Matti Klinge, 86, finländsk historiker.[202]
- 5 mars – Allan Jay, 91, brittisk fäktare, tvåfaldig olympisk silvermedaljör.[203]
- 5 mars – Klaus-Michael Bonsack, 81, tysk rodelåkare (tävlade för Östtyskland), olympisk guldmedaljör 1968.[204]
- 6 mars – Traute Lafrenz, 103, tysk anti-nazistisk motståndskämpe (Vita rosen).[205]
- 6 mars – Georgina Beyer, 65, nyzeeländsk politiker och företrädare för transsexuellas rättigheter, parlamentsledamot 1999–2007.[206]
- 7 mars – Pat McCormick, 92, amerikansk simhoppare och fyrfaldig olympisk guldmedaljör.[207]
- 8 mars – Topol, 87, israelisk skådespelare.[208][209]
- 8 mars – Grace Onyango, 98, kenyansk grundskolelärare och politiker, Kenyas första kvinnliga parlamentsledamot 1969–1983.[210]
- 8 mars – Nils-Erik Landell, 87, svensk läkare, samhällsdebattör, författare och fotograf.[211]
- 8 mars – Lars-Erik Friberg, 72, svensk skådespelare (Beck – Enslingen, Fallet Paragon).[212]
- 9 mars – Fazalur Rehman, 81, pakistansk landhockeyspelare.[213]
- 9 mars – Chikage Oogi, 89, japansk skådespelare och politiker.[214]
- 9 mars – Shiro Hashizume, 94, japansk simmare, olympisk silvermedaljör 1952.[215]
- 9 mars – Folke Edwards, 93, svensk museiman, konstkritiker och författare.[216]
- 9 mars – Robert Blake, 89, amerikansk skådespelare.[217]
- 10 mars – Napoleon XIV, 84, amerikansk musiker och sångare.[218]
- 10 mars – Kevin Freeman, 81, amerikansk ryttare, trefaldig olympisk silvermedaljör.[219]
- 11 mars – Jan Nolin, 61, svensk professor i biblioteks- och informationsvetenskap.[220]
- 11 mars – Keith Johnstone, 90, brittisk-kanadensisk teaterregissör, pjäsförfattare och pedagog och pionjär inom improvisationsteater.[221]
- 11 mars – John Jakes, 90, amerikansk författare (Nord och Syd).[222]
- 11 mars – Amy Fuller, 54, amerikansk roddare, olympisk silvermedaljör 1992.[223]
- 12 mars – Dick Fosbury, 76, amerikansk höjdhoppare, olympisk guldmedaljör 1968.[224]
- 12 mars – Alphonse Beni, 77, kamerunsk skådespelare och filmregissör.[225]
- 13 mars – Barbro Westerholm, 89, svensk läkare, forskare, politiker och ämbetsman, Socialstyrelsens generaldirektör 1979–85, riksdagsledamot (Folkpartiet/Liberalerna) 1988–98 och 2006–22.[226]
- 14 mars – Richard Wagner, 70, rumänsk-tysk författare.[227]
- 14 mars – Arne Kjörnsberg, 87, svensk politiker, riksdagsledamot för socialdemokraterna 1985–2006.[228]
- 16 mars – Ángel Fournier, 35, kubansk roddare, olympisk silver- och bronsmedaljör.[229]
- 17 mars – Dubravka Ugrešić, 73, kroatisk-nederländsk författare.[230]
- 17 mars – Lance Reddick, 60, amerikansk skådespelare.[231]
- 17 mars – Ingemar von Heijne, 92, svensk musikradioproducent och musiker.[232]
- 17 mars – Jorge Edwards, 91, chilensk författare, litteraturkritiker, journalist och diplomat.[233]
- 18 mars – Pedro Solbes, 80, spansk ekonom och politiker, finansminister och EU-kommissionär för ekonomiska och monetära frågor 1999–2004.[234]
- 19 mars – Petar Nadoveza, 80, kroatisk fotbollsspelare och tränare.[235]
- 20 mars – Anita Thallaug, 85, norsk skådespelare och sångare.[236]
- 20 mars – Michael Reaves, 72, amerikansk manusförfattare.[237]
- 21 mars – Francesco Maselli, 92, italiensk filmregissör och manusförfattare.[238]
- 21 mars – Elin Kjos, 35, svensk simmare och träningsprofil.[239]
- 21 mars – Willie Bell, 85, brittisk (skotsk) fotbollsspelare.[240]
- 22 mars – Eivor Martinus, 79, svensk-brittisk författare, dramatiker och översättare.[241]
- 23 mars – Keith Reid, 76, brittisk låtskrivare (Procol Harum, etc).[242][243]
- 24 mars – Gordon Moore, 94, amerikansk datavetare och entreprenör, medgrundare av Intel.[244]
- 25 mars – Pascoal Mocumbi, 81, moçambikisk politiker, premiärminister 1994–2004.[245]
- 25 mars – Stewe Claeson, 80, svensk författare och översättare.[246]
- 26 mars – María Kodama, 86, argentinsk författare.[247]
- 27 mars – Carol Lavell, 79, amerikansk ryttare, olympisk bronsmedaljör 1992.[248]
- 27 mars – Harry Lange, 96, svensk illustratör.[249]
- 27 mars – Max Hardcore, 66, amerikansk porrskådespelare och regissör inom samma bransch.[250]
- 28 mars – Margareta Strömstedt, 91, svensk författare, journalist och översättare.[251]
- 28 mars – Ryuichi Sakamoto, 71, japansk kompositör och musiker.[252]
- 31 mars – Rabbie Namaliu, 75, papuansk politiker, premiärminister 1988–1992.[253]
- 31 mars – Conny Jacobsson, 71, svensk bibliotekarie och entreprenör och en av initiativtagarna till Bokmässan i Göteborg.[254]
- 31 mars – Ulf Hultberg, 77, svensk regissör, manusförfattare, filmproducent och filmfotograf.[255]
- 31 mars – Johan Adelswärd, 86, svensk baron, godsägare och hovjägmästare.[256]

## April

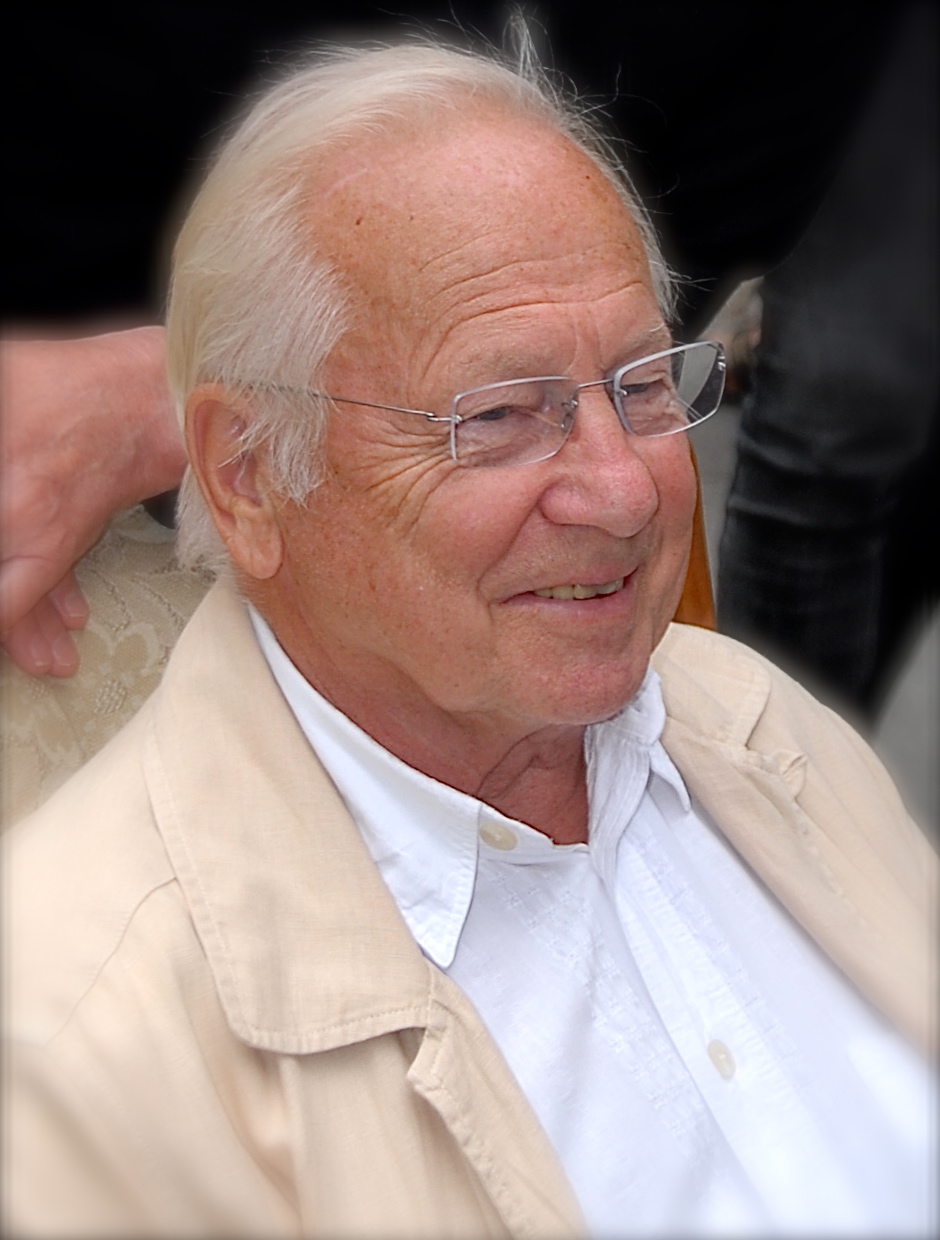
Den svenske skådespelaren Ingvar Hirdwall avled 6 april, 88 år gammal.

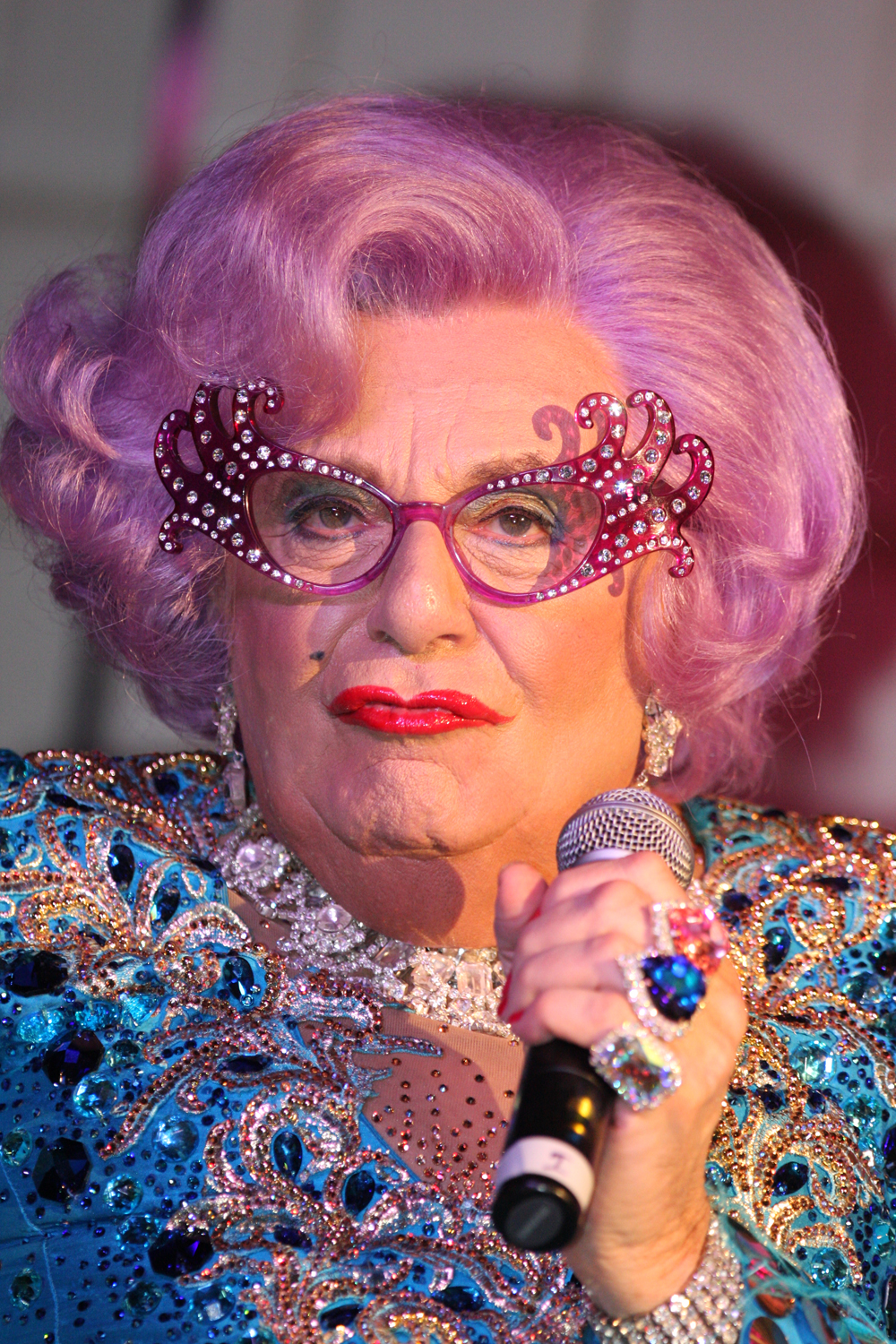
Den australiske komikern Barry Humphries, mest känd som megastjärnan Dame Edna, avled 22 april, 89 år gammal.

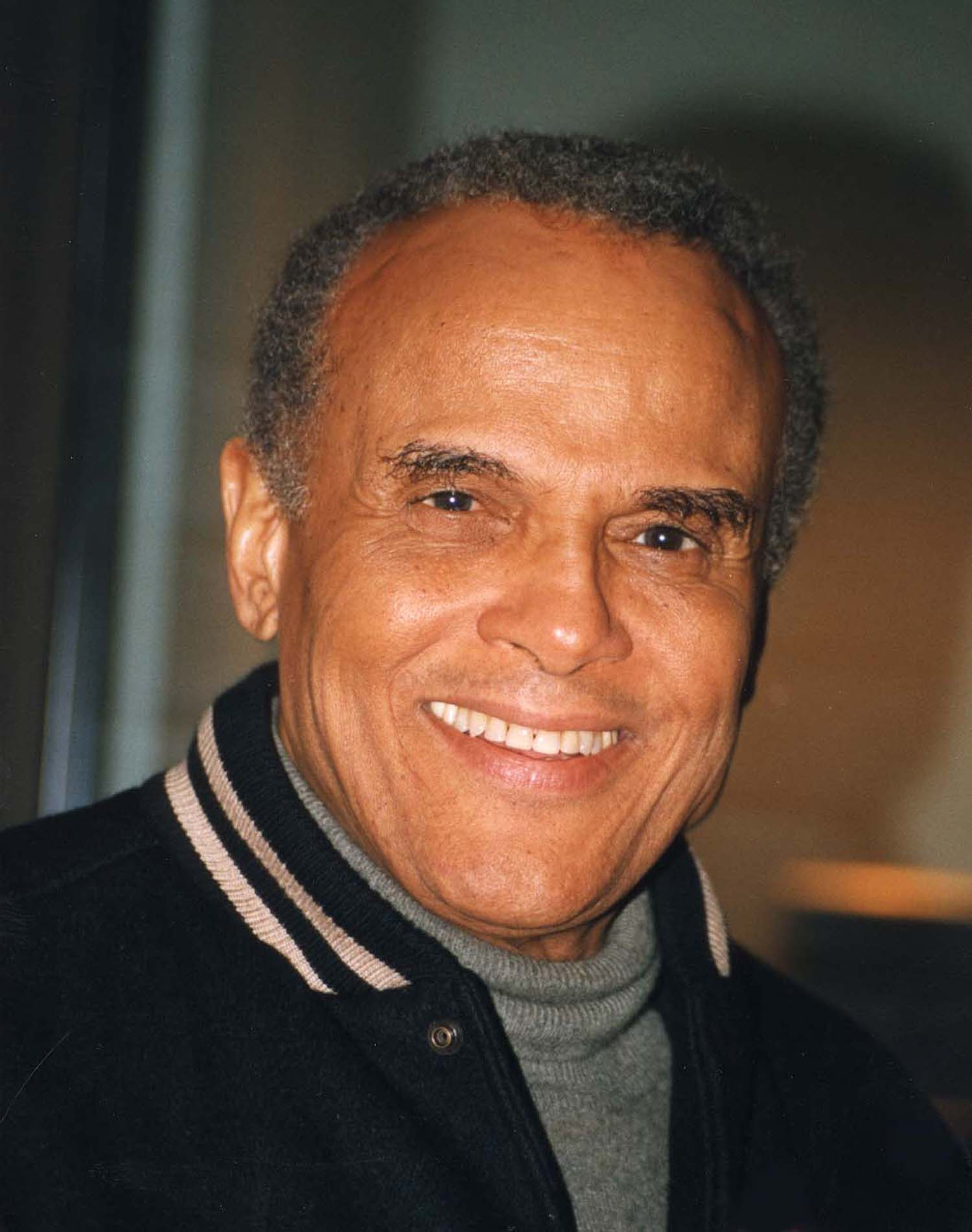
Den amerikanske sångaren, skådespelaren och aktivisten Harry Belafonte avled 25 april, 96 år gammal.

- 1 april – Klaus Teuber, 70, tysk spelkonstruktör.[257]
- 1 april – Jan-Otto Ottosson, 97, svensk psykiater.[258]
- 1 april – Dario Campeotto, 84, dansk sångare och skådespelare.[259]
- 1 april – Margareta Bönström, 93, svensk tennisspelare.[260]
- 2 april – Hans Edvard Nørregård-Nielsen, 78, dansk konsthistoriker och författare.[261]
- 2 april – Butch Miller (även känd som Bushwhacker Butch), 78, nyzeeländsk fribrottare.[262]
- 3 april – Jack Vreeswijk, 59, svensk sångare och låtskrivare.[263]
- 3 april – Nigel Lawson, 91, brittisk politiker, finansminister 1983–1989.[264]
- 3 april – Mario Božić, 39, bosnisk fotbollsspelare.[265]
- 5 april – Bill Butler, 101, amerikansk filmfotograf.[266]
- 6 april – Ingvar Hirdwall, 88, svensk skådespelare.[267]
- 6 april – Paul Cattermole, 46, brittisk popsångare, bl.a medlem i S Club 7.[268]
- 7 april – Lasse Wellander, 70, svensk gitarrist, keyboardist och musikproducent.[269]
- 7 april – Emin Tengström, 93, svensk latinist och humanekolog.[270]
- 7 april – John Regan, 71, amerikansk basist.[271][272]
- 7 april – Elisabeth Kopp, 86, schweizisk politiker, ledamot av Förbundsrådet och justitie- och polisminister (och landets första kvinnliga minister) 1984–1989.[273]
- 7 april – Benjamin Ferencz, 103, ungersk-amerikansk jurist och nyckelperson i samband med Einsatzgruppenrättegången m.m.[274]
- 8 april – Rebecka Teper, 50, svensk skådespelare (Solsidan, etc).[275]
- 8 april – Peter Palmér, 83, svensk skådespelare (Rederiet, etc).[276]
- 8 april – Michael Lerner, 81, amerikansk skådespelare.[277]
- 8 april – Perro de Guerra Jr., 32, mexikansk fribrottare.[278]
- 9 april – Holger Sundström, 97, svensk seglare, bronsmedaljör i OS 1964.[279]
- 9 april – Alexander J. Dessler, 94, amerikansk astronom och rymdfysiker.[280]
- 10 april – Al Jaffee, 102, amerikansk serieskapare (Mad Magazine).[281]
- 11 april – Meir Shalev, 74, israelisk författare och journalist.[282]
- 11 april – Jim McManus, 82, brittisk skådespelare.[283]
- 12 april – Jacques Gaillot, 87, fransk romersk-katolsk kyrkoman och aktivist i sociala frågor.[284]
- 13 april – Tommy Wåhlberg, 76, svensk gitarrist (Shanes, etc).[285]
- 13 april – Mary Quant, 93, brittisk modeskapare.[286]
- 13 april – Julia Ituma, 18, italiensk volleybollspelare.[287]
- 13 april – Craig Breen, 33, irländsk rallyförare.[288]
- 14 april – Margareta Wallenius-Kleberg, 85, svensk affärskvinna och företagsledare inom rederibranschen.[289]
- 14 april – Mark Sheehan, 46, irländsk gitarrist, sångare och låtskrivare.[290]
- 15 april – Jan Tiselius, 82, svensk skådespelare och regissör.[291]
- 17 april – April Stevens, 93, amerikansk sångare.[292]
- 17 april – Lázár Lovász, 80, ungersk släggkastare, olympisk bronsmedaljör 1968.[293]
- 17 april – Maxine Klibingaitis, 58, australisk skådespelare (Kvinnofängelset och Grannar, etc).[294]
- 18 april – Ajai Singh, 88, indisk militär och administratör, guvernör i delstaten Assam 2003–2008.[295]
- 18 april – Bo Berggren, 86, svensk industriman och företagsledare.[296]
- 19 april – Harriet Nordlund, 68, svensk-samisk skådespelare och författare.[297]
- 19 april – Moonbin, 25, sydkoreansk popsångare och dansare, medlem i bandet Astro.[298]
- 21 april – Sean Kelly, 52, brittisk-svensk sångare och skådespelare.[299]
- 21 april – Nils-Arvid Bringéus, 97, svensk etnolog.[300]
- 22 april – Ulf Sundqvist, 78, finländsk politiker, undervisningsminister 1972–1974, 1974–1975 och handels- och industriminister 1979–1981.[301]
- 22 april – Rambahadur Limbu, 83, nepalesisk gurkhasoldat och mottagare av Viktoriakorset.[302]
- 22 april – Barry Humphries, 89, australisk komiker och programledare (Dame Edna, etc).[303]
- 22 april – Herb Douglas, 101, amerikansk längdhoppare, olympisk bronsmedaljör 1948.[304]
- 23 april – Tori Bowie, 32, amerikansk löpare och längdhoppare, flerfaldig olympisk medaljör 2016.[305]
- 23 april – Boris Markarov, 88, rysk vattenpolospelare (tävlade för Sovjetunionen), OS-brons 1956.[306]
- Exakt datum saknas – Șerban Ciochină, 83, rumänsk trestegshoppare, EM-guldmedaljör 1966.[307]
- 25 april – Vera Krepkina, 90, rysk-ukrainsk löpare och längdhoppare (tävlade för Sovjetunionen), olympisk guldmedaljör i längdhopp 1960.[308]
- 25 april – Harry Belafonte, 96, amerikansk sångare, skådespelare och aktivist för mänskliga och medborgerliga rättigheter.[309]
- 26 april – Stina Rautelin, 59, finlandssvensk skådespelare och regissör.[310]
- 26 april – Martin Lönnebo, 93, svensk kyrkoman och författare, biskop i Linköping 1980–1995.[311]
- 26 april – Kerstin Kvint, 86, svensk litterär agent och Astrid Lindgrens sekreterare.[312]
- 26 april – Boris Budnikov, 81, rysk seglare (tävlade för Sovjetunionen), olympisk silvermedaljör 1980.[313]
- 26 april – Jerry Apodaca, 88, amerikansk demokratisk politiker, New Mexicos guvernör 1975–1979.[314]
- 27 april – Jerry Springer, 79, amerikansk programledare och politiker.[315]
- 28 april – Jim Fox, 81, brittisk femkampare, olympisk guldmedaljör 1976.[316]
- 28 april – Per-Arne Arvidsson, 72, svensk läkare och politiker (moderat).[317]
- 29 april – Rolf Yrlid, 86, svensk litteraturvetare och författare.[318]
- 29 april – Holger Perfort, 97, dansk skådespelare.[319]
- 29 april – Nicolae Neagoe, 81, rumänsk bobåkare, olympisk bronsmedaljör 1968.[320]
- 30 april – Vjatjeslav Zajtsev, 85, rysk modeskapare.[321]
- 30 april – Ralph Boston, 83, amerikansk friidrottare, bland annat längdhoppare, flerfaldig olympisk medaljör, bl.a OS-guld 1960.[322]

## Maj

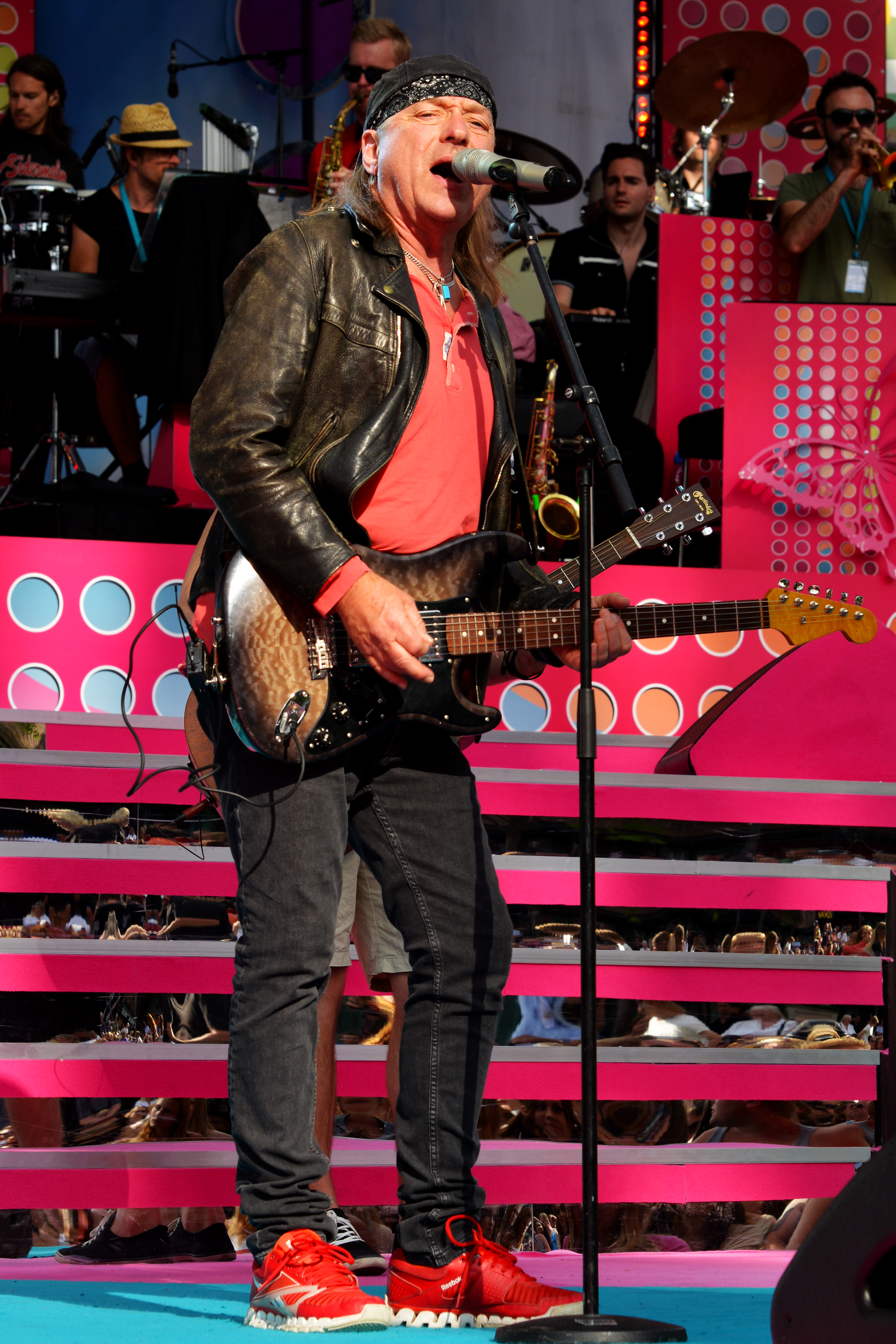
Den svenske sångaren och låtskrivaren Pugh Rogefeldt avled 1 maj, 76 år gammal.

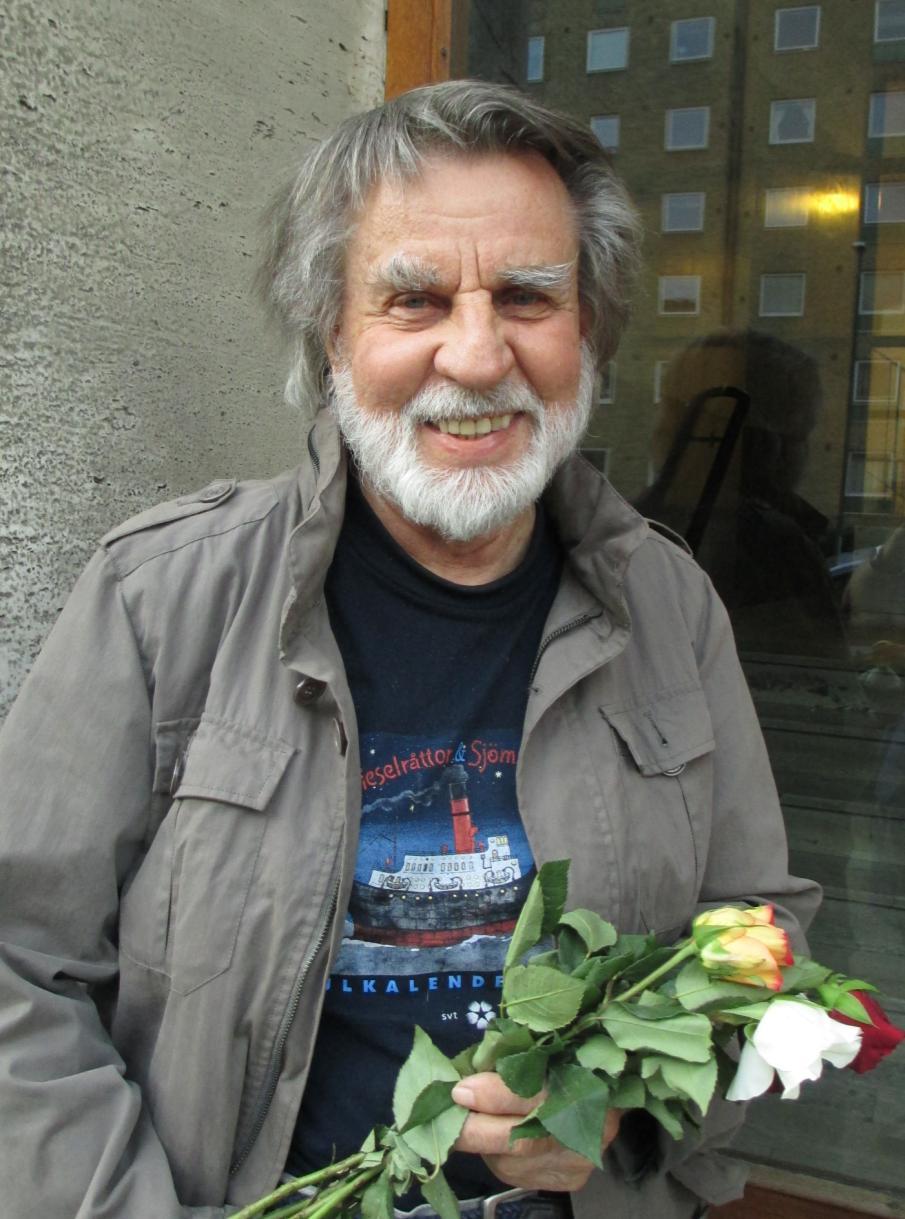
Den svenske konstnären och filmregissören Per Åhlin avled 1 maj, 91 år gammal.

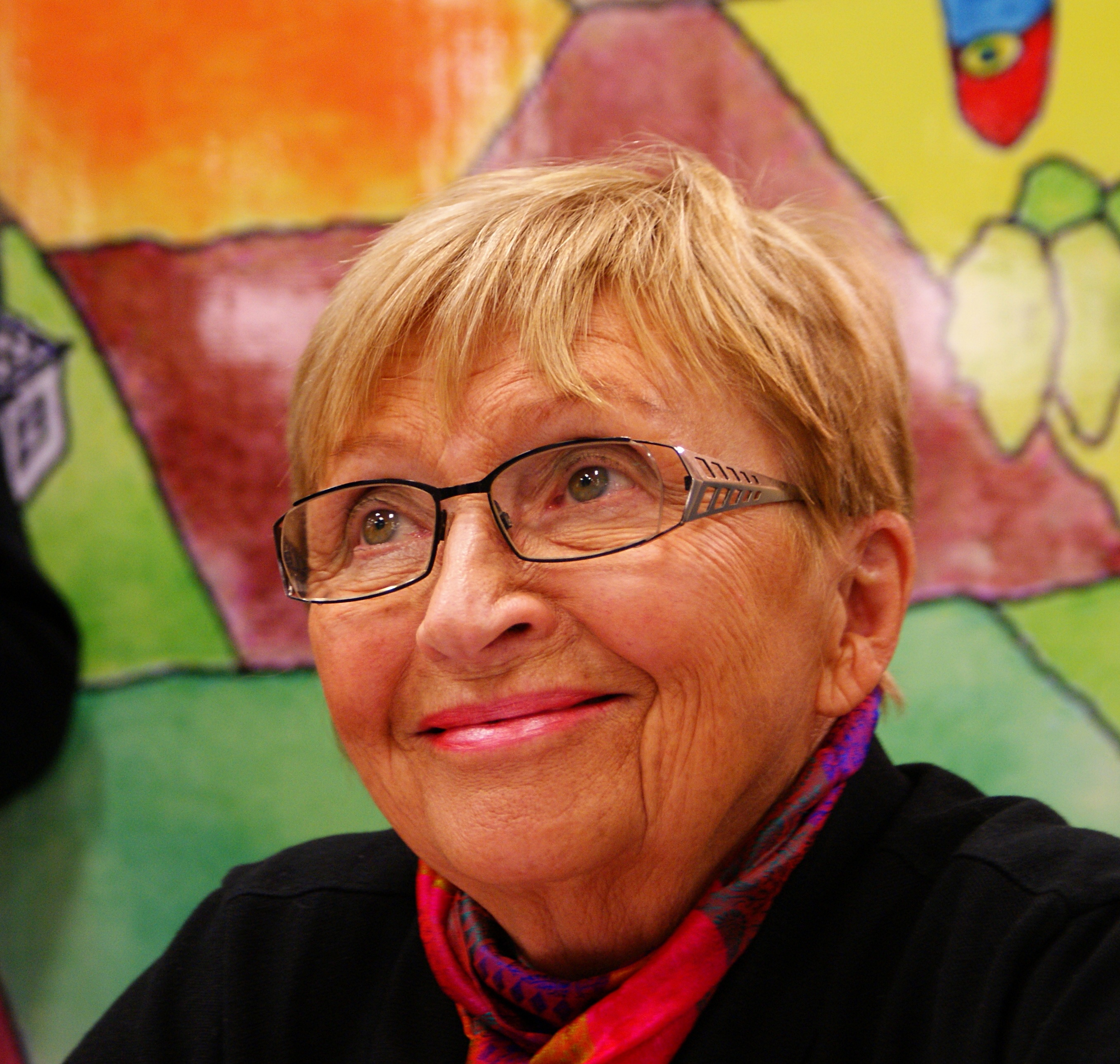
Den svenska författaren och tecknaren Inger Sandberg avled 16 maj, 92 år gammal.

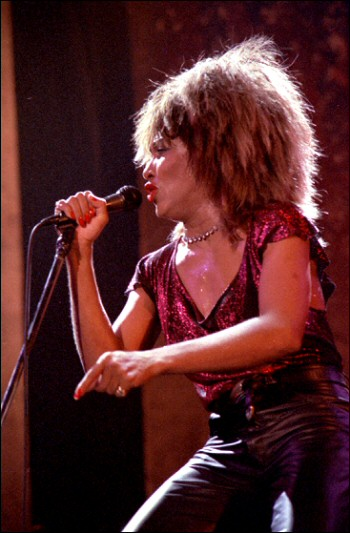
Den amerikanska sångaren och skådespelaren Tina Turner avled 24 maj, 83 år gammal.

- 1 maj – Per Åhlin, 91, svensk konstnär, tecknare, animatör och filmregissör.[323]
- 1 maj – Pugh Rogefeldt, 76, svensk sångare, musiker och kompositör.[324]
- 1 maj – Ola Lundberg, 81, svensk ingenjör och röstskådepelare (Anita och Televinken).[325]
- 1 maj – Gordon Lightfoot, 84, kanadensisk sångare och kompositör.[326]
- 1 maj – Calvin Davis, 51, amerikansk häcklöpare, olympisk bronsmedaljör 1996.[327]
- 1 maj – Lotta Bouvin-Sundberg, 63, svensk journalist och programledare.[328]
- 2 maj – Damir Šolman, 74, kroatisk basketspelare (tävlade för Jugoslavien), var med och tog OS-silver 1968 och 1976.[329]
- 2 maj – Valentin Judasjkin, 59, rysk modeskapare.[330]
- 3 maj – Gustaf Douglas, 85, svensk greve och finansman.[331]
- 4 maj – Mariana Stjerna, 102, svensk författare, översättare, lärare och medium.[332]
- 5 maj – Philippe Sollers, 86, fransk författare och litteraturkritiker.[333]
- 5 maj – Siiri Rantanen, 98, finländsk längdskidåkare.[334]
- 5 maj – Martti Aiha, 70, finländsk skulptör.[335]
- 6 maj – Marianne Jeffmar, 87, svensk författare och översättare.[336]
- 6 maj – Tom Hornbein, 92, amerikansk bergsbestigare.[337]
- 6 maj – Habib Chaab, 49, iransk-svensk politisk aktivist.[338][339]
- 6 maj – Vida Blue, 73, amerikansk basebollspelare.[340]
- 7 maj – Don January, 93, amerikansk golfspelare.[341]
- 7 maj – Aase Foss Abrahamsen, 92, norsk författare.[342]
- 7 maj – Maths Claesson, 64, svensk bokhandlare och författare.[343]
- 7 maj – Ingrid Arvidsson, 103, svensk författare, poet och film- och litteraturvetare.[344]
- 8 maj – Rita Lee, 75, brasiliansk sångare, musiker och låtskrivare.[345]
- 9 maj – Günter Wewel, 88, tysk operasångare och TV-presentatör.[346]
- 9 maj – Wilferd Madelung, 92, tysk-brittisk islamolog och författare.[347]
- 10 maj – Jan Lundin, 80, svensk simmare.[348]
- 10 maj – Rolf Harris, 93, australisk låtskrivare, sångare, underhållare och TV-profil dömd för pedofilbrott.[349][350]
- 10 maj – Ian Hacking, 87, kanadensisk vetenskapsfilosof.[351]
- 11 maj – Barry Newman, 92, amerikansk skådespelare.[352]
- 11 maj – Kenneth Anger, 96, amerikansk regissör, manusförfattare och filmproducent.[353]
- 11 maj – András Adorján, 73, ungersk schackspelare och författare.[354]
- 12 maj – Owen Davidson, 79, australisk tennisspelare.[355][356]
- 13 maj – Jürgen Trumpf, 91, tysk politiker och diplomat, generalsekreterare för Europeiska unionens råd 1994–1999 och EU:s höga representant för utrikes frågor och säkerhetspolitik 1999.[357]
- 13 maj – Weldon Olson, 90, amerikansk ishockeyspelare, var med och tog OS-guld 1960.[358]
- 13 maj – Sivert Lindblom, 91, svensk skulptör, målare och scenograf.[359]
- 13 maj – Sibylle Lewitscharoff, 69, tysk författare.[360]
- 13 maj – Gerry Hart, 75, kanadensisk ishockeyspelare.[361]
- 13 maj – Giotto Bizzarrini, 96, italiensk bilkonstruktör.[362]
- 14 maj – Ingrid Haebler, 93, österrikisk pianist.[363]
- 14 maj – Doyle Brunson, 89, amerikansk pokerspelare.[364]
- 15 maj – Bernt Rosengren, 85, svensk jazzmusiker, kompositör och arrangör.[365][366]
- 15 maj – Robert Lucas Jr., 85, amerikansk nationalekonom, mottagare av Sveriges Riksbanks pris i ekonomisk vetenskap till Alfred Nobels minne 1995.[367]
- 15 maj – Zbigniew Kaczmarek, 76, polsk tyngdlyftare, olympisk bronsmedaljör 1972.[368]
- 16 maj – Inger Sandberg, 92, svensk författare och tecknare.[369]
- 16 maj – Ulf Högberg, 77, svensk löpare.[370]
- 16 maj – Marlene Hagge, 89, amerikansk golfspelare.[371]
- 17 maj – Eddie Southern, 85, amerikansk häcklöpare, olympisk silvermedaljör 1956.[372]
- 17 maj – Superstar Billy Graham, 79, amerikansk fribrottare.[373]
- 17 maj – Graham Gipson, 90, australisk löpare, olympisk silvermedaljör 1956.[374]
- 18 maj – Jan Olsson, 79, svensk fotbollsspelare.[375]
- 18 maj – Harry Melges, 93, amerikansk seglare, olympisk guldmedaljör 1972.[376]
- 18 maj – Jim Brown, 87, amerikansk skådespelare och utövare av amerikansk fotboll.[377]
- 18 maj – Helmut Berger, 78, österrikisk skådespelare.[378]
- 19 maj – Andy Rourke, 59, brittisk musiker och basist i The Smiths.[379][380]
- 19 maj – Pete Brown, 82, brittisk poet, sångtextförfattare och sångare (känd för samarbete med bl.a Cream och Jack Bruce).[381]
- 19 maj – Håkan Boström, 83, svensk författare.[382]
- 19 maj – Marion Berry, 80, amerikansk demokratisk politiker, representanthusledamot 1997–2011.[383]
- 19 maj – Martin Amis, 73, brittisk författare och debattör.[384]
- 20 maj – Lars Ramqvist, 84, svensk kemist och företagsledare.[385][386]
- 20 maj – Terry McDermott, 82, amerikansk skridskoåkare, olympisk guldmedaljör 1964.[387]
- 21 maj – Ray Stevenson, 58, brittisk (nordirländsk) skådespelare.[388][389]
- 21 maj – Margaret Archer, 80, brittisk sociolog.[390]
- 22 maj – Rick Hoyt, 61, amerikansk handikappidrottare inom maraton och triathlon (Team Hoyt).[391]
- 23 maj – Jean Haudry, 88, fransk lingvist och indolog.[392]
- 24 maj – Tina Turner, 83, amerikansk sångare och skådespelare.[393][394]
- 25 maj – Stefan Nilsson, 67, svensk kompositör och pianist.[395]
- 26 maj – Igor Vasiljev, 57, rysk handbollsspelare, olympisk guldmedaljör (1992).[396]
- 27 maj – Olle Söderlund, 85, svensk TV-journalist.[397]
- 27 maj – Anita Cornwell, 99, amerikansk författare och feministisk, lesbisk debattör och aktivist.[398]
- 29 maj – Harald zur Hausen, 87, tysk medicinsk forskare, nobelpristagare i medicin eller fysiologi 2008.[399]
- 29 maj – Peter Simonischek, 76, österrikisk skådespelare.[400][401]
- 29 maj – Vítězslav Mácha, 75, tjeckisk brottare (tävlade för Tjeckoslovakien), olympisk guldmedaljör 1972.[402]
- 29 maj – Shaw Clifton, 77, irländsk-brittisk frälsningsarméofficer, general (högste internationella ledare) för Frälsningsarmén 2006–2011.[403]
- 29 maj – Thomas Buergenthal, 89, tjeckoslovakiskfödd amerikansk jurist, domare i Internationella domstolen i Haag 2000–2010.[404]
- 30 maj – Paolo Portoghesi, 91, italiensk arkitekt och arkitekturhistoriker.[405]
- 30 maj – Björn "Böna" Johansson, 73, svensk ishockeyspelare.[406]
- 31 maj – Olof Ruin, 95, svensk statsvetare.[407]
- 31 maj – Ama Ata Aidoo, 81, ghanansk författare, poet, dramatiker och akademiker samt utbildningsminister 1982–1983.[408]

## Juni

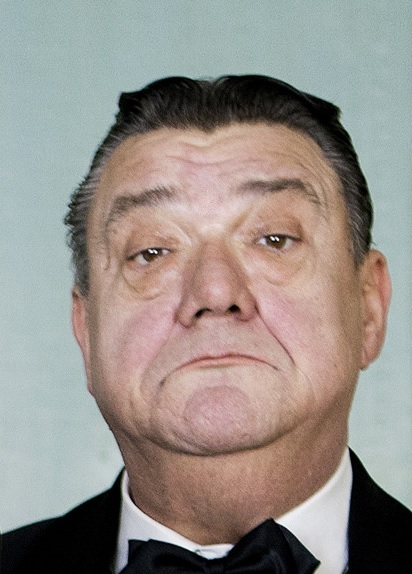
Den svenske sångaren och skådespelaren Stefan Ljungqvist avled 7 juni, 74 år gammal.

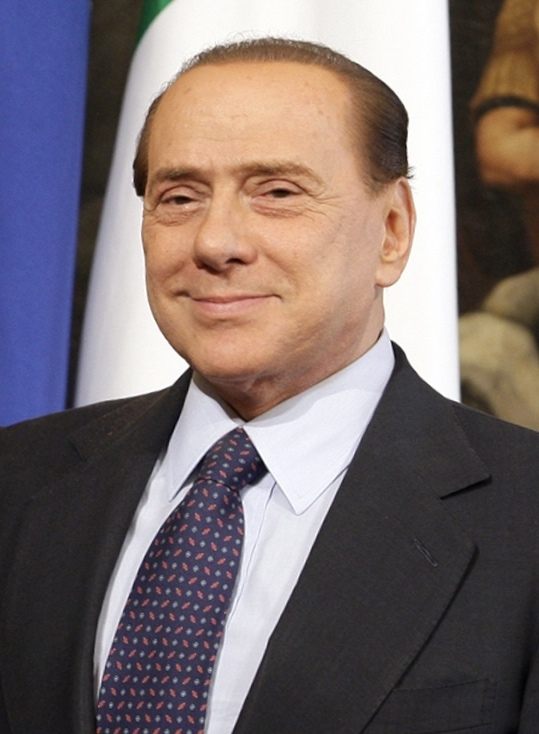
Den italienske affärsmannen och politikern Silvio Berlusconi avled 12 juni, 86 år gammal.

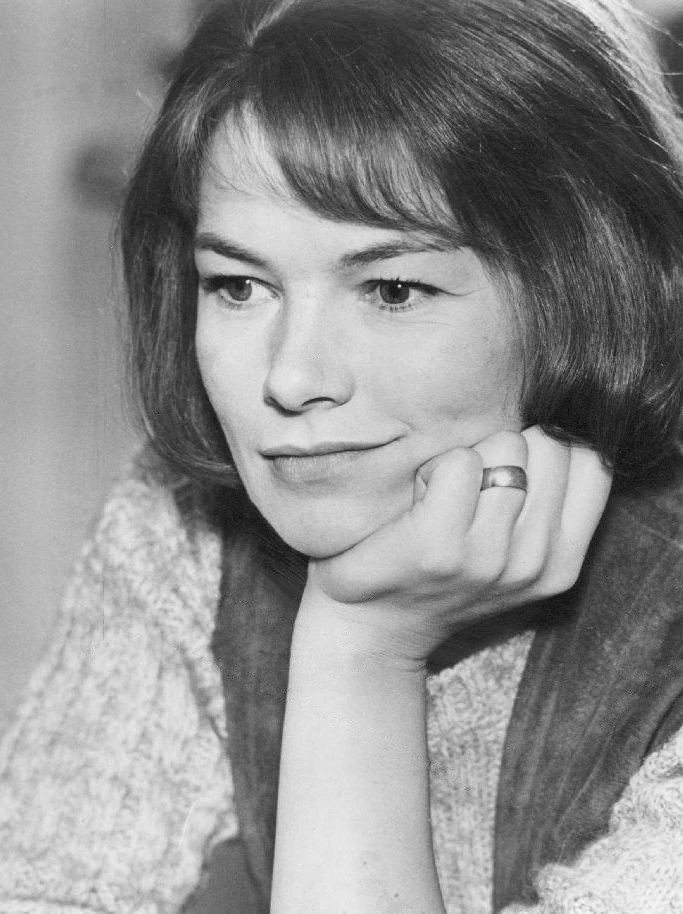
Den brittiska skådespelaren och politikern Glenda Jackson avled 15 juni, 87 år gammal.

- 1 juni – Cynthia Weil, 82, amerikansk låtskrivare.[409]
- 1 juni – David Jones, 83, brittisk löpare, OS-bronsmedaljör 1960.[410]
- 1 juni – Margit Carstensen, 83, tysk skådespelare.[411]
- 2 juni – Kaija Saariaho, 70, finländsk kompositör.[412]
- 3 juni – Lars Isaksson, 77, svensk socialdemokratisk landstingspolitiker.[413]
- 3 juni – Jim Hines, 76, amerikansk löpare, olympisk guldmedaljör 1968.[414]
- 3 juni – Per Faustino, 77, svensk redaktör och förlagschef (Norstedts).
- 5 juni – Tina Joemat-Pettersson, 59, sydafrikansk politiker, minister för energi och mineraltillgångar 2014–2017 och jordbruks-, skogsbruks- och fiskeriminister 2009–2014.[415]
- 5 juni – Astrud Gilberto, 83, brasiliansk jazz-, samba- och bossa nova-sångare.[416]
- 6 juni – Ardy Strüwer, 84, svensk-indonesisk-nederländsk konstnär, manusförfattare och komiker.[417]
- 6 juni – Mike McFarlane, 63, brittisk löpare, OS-silvermedaljör 1988.[418]
- 7 juni – Stefan Ljungqvist, 74, svensk skådespelare, sångare och revyartist.[419]
- 7 juni – The Iron Sheik, 81, iransk-amerikansk fribrottare.[420]
- 8 juni – Pat Robertson, 93, amerikansk TV-evangelist.[421]
- 8 juni – Peter Belli, 79, dansk sångare och skådespelare.[422]
- 8 juni – Klaus Beer, 80, tysk längdhoppare (tävlade för Östtyskland), OS-silvermedaljör 1968.[423]
- 9 juni – Floyd Martin, 93, kanadensisk ishockeyspelare, OS-silvermedaljör 1960.[424]
- 10 juni – Theodore "Unabombaren" Kaczynski, 81, amerikansk universitetslektor i matematik, primitivistisk politisk teoretiker och dömd terrorist.[425][426]
- 11 juni – Jean Wicki, 89, schweizisk bobåkare, OS-guldmedaljör 1972.[427]
- 11 juni – Jan Brandborn, 84, svensk generaldirektör.[428]
- 12 juni – Vjatjeslav Zajtsev, 70, rysk volleybollspelare (tävlade för Sovjetunionen), flerfaldig OS-medaljör, däribland OS-guld 1980.[429]
- 12 juni – Treat Williams, 71, amerikansk skådespelare.[430]
- 12 juni – Harvey Glance, 66, amerikansk kortdistanslöpare, OS-guldmedaljör 1976.[431]
- 12 juni – Patrick Gasienica, 24, amerikansk backhoppare.[432]
- 12 juni – Silvio Berlusconi, 86, italiensk affärsman, mediamagnat och politiker, premiärminister 1994–1995, 2001–2006 och 2008–2011.[433]
- 13 juni – Cormac McCarthy, 89, amerikansk författare.[434]
- 14 juni – Jacques Zadig, 93, svensk målare och tecknare.[435]
- 14 juni – Dmitrij Tarasov, 44, rysk ishockeyspelare.[436]
- 14 juni – Vladimir Sjmeljov, 76, rysk modern femkampare (tävlade för Sovjetunionen), OS-guldmedaljör 1972.[437]
- 14 juni – Syster Marianne, 97, svensk nunna och konstnär.[438]
- 15 juni – Gordon McQueen, 70, brittisk (skotsk) fotbollsspelare och tränare.[439]
- 15 juni – Glenda Jackson, 87, brittisk skådespelare och politiker, parlamentsledamot 1992–2015.[440]
- 16 juni – Daniel Ellsberg, 92, amerikansk krigsanalytiker och visselblåsare som avslöjade The Pentagon Papers.[441]
- 18 juni – Stockton Rush, 61, amerikansk ingenjör, pilot och affärsman, medgrundare till företaget Oceangate, omkom ombord på ubåten Titan.[442][443]
- 18 juni – Paul-Henri Nargeolet, 77, fransk djuphavsutforskare, omkom ombord på utbåten Titan[444]
- 18 juni – Hamish Harding, 58, brittisk affärsman, pilot och äventyrare, omkom ombord på utbåten Titan[445]
- 19 juni – Gabriele Schnaut, 72, tysk operasångare.[446]
- 19 juni – Diane Rowe, 90, brittisk-tysk bordtennisspelare.[447]
- 21 juni – Gunnar L. Johansson, 95, svensk ingenjör och företagsledare.[448]
- 21 juni – Winnie Ewing, 93, brittisk (skotsk) politiker och förespråkare för skotsk självständighet, parlamentsledamot 1967–1970 samt 1974–1979 och europaparlamentariker 1979–1999.[449]
- 22 juni – Harry Markowitz, 95, amerikansk nationalekonom, mottagare av Sveriges Riksbanks pris i ekonomisk vetenskap till Alfred Nobels minne 1990.[450]
- 22 juni – Horst-Dieter Höttges, 79, tysk fotbollsspelare.[451]
- 22 juni – Peter Brötzmann, 82, tysk jazzsaxofonist och klarinettist.[452]
- 23 juni – Hans Sidén, 87, svensk journalist och författare.[453]
- 23 juni – Sheldon Harnick, 99, amerikansk sångtextförfattare (Spelman på taket).[454]
- 23 juni – Denise Grünstein, 72, finländsk fotograf och konstnär.[455]
- 23 juni – Frederic Forrest, 86, amerikansk skådespelare.[456][457]
- 23 juni – Rino Brezina, 72, svensk regissör och skådespelare.[458]
- 24 juni – Dean Smith, 91, amerikansk löpare (OS-guldmedaljör 1952) och senare rodeocowboy och stuntman.[459]
- Exakt datum okänt – Julian Sands, 65, brittisk skådespelare (försvunnen 13 januari 2023, hittad död 24 juni 2023).[460]
- 24 juni – Lennart Elworth, 96, svensk serie- och satirtecknare (47:an Löken).[461]
- 25 juni – John B. Goodenough, 100, amerikansk fysiker och materialvetare, nobelpristagare i kemi 2019.[462]
- 25 juni – Hugo Blanco, 88, peruansk bondeledare, politiker, medborgarrättsaktivist, agronom och författare.[463]
- 28 juni – Lowell Weicker, 92, amerikansk politiker, representanthusledamot 1969–1971, senator 1971–1989 och Connecticuts guvernör 1991–1995.[464]
- 29 juni – Harry Klugmann, 82, tysk ryttare, OS-bronsmedaljör 1972.[465]
- 29 juni – Peter Horbury, 73, brittisk bildesigner, bl.a tidigare designchef på Volvo Personvagnar.[466]
- 29 juni – Ulla Gyllenberg, 93, finländsk radio- och TV-journalist och politiker.[467]
- 29 juni – Alan Arkin, 89, amerikansk skådespelare, regissör och manusförfattare.[468]
- 30 juni – Valentina Zazdravnych, 68, rysk landhockeyspelare (tävlade för Sovjetunionen), OS-brons 1980.[469]
- 30 juni – Mats Olin, 76, svensk skådespelare och sångare.[470]

## Juli

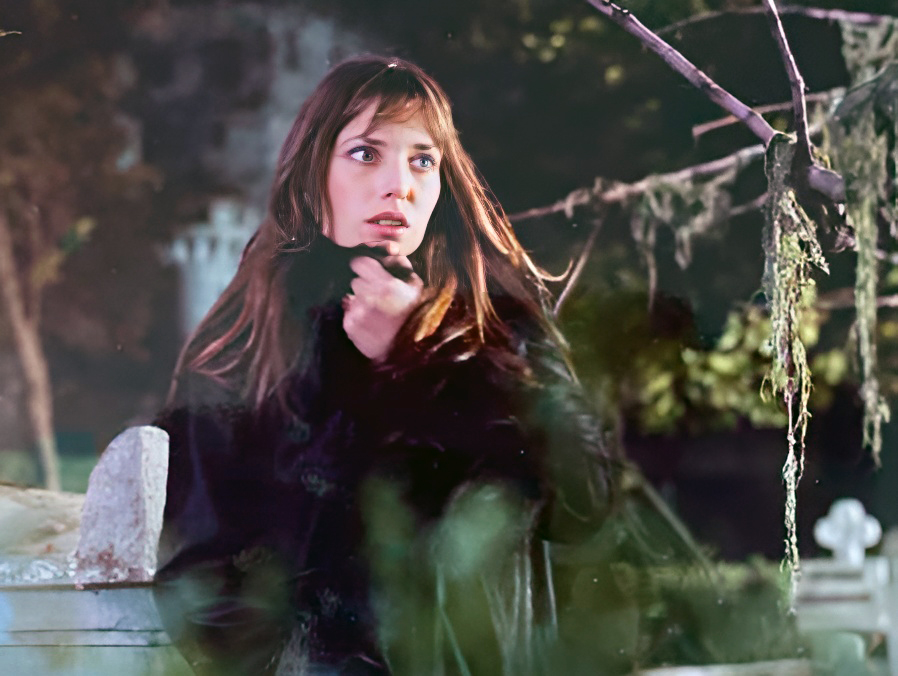
Den brittisk-franska skådespelaren och sångaren Jane Birkin avled 16 juli, 76 år gammal.

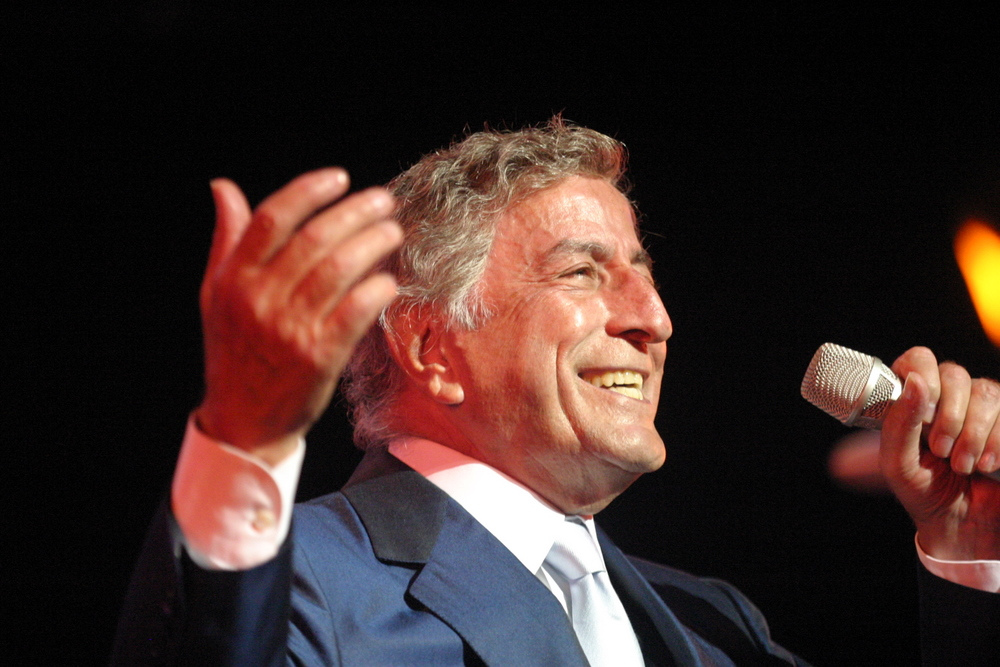
Den amerikanske sångaren Tony Bennett avled 21 juli, 96 år gammal.

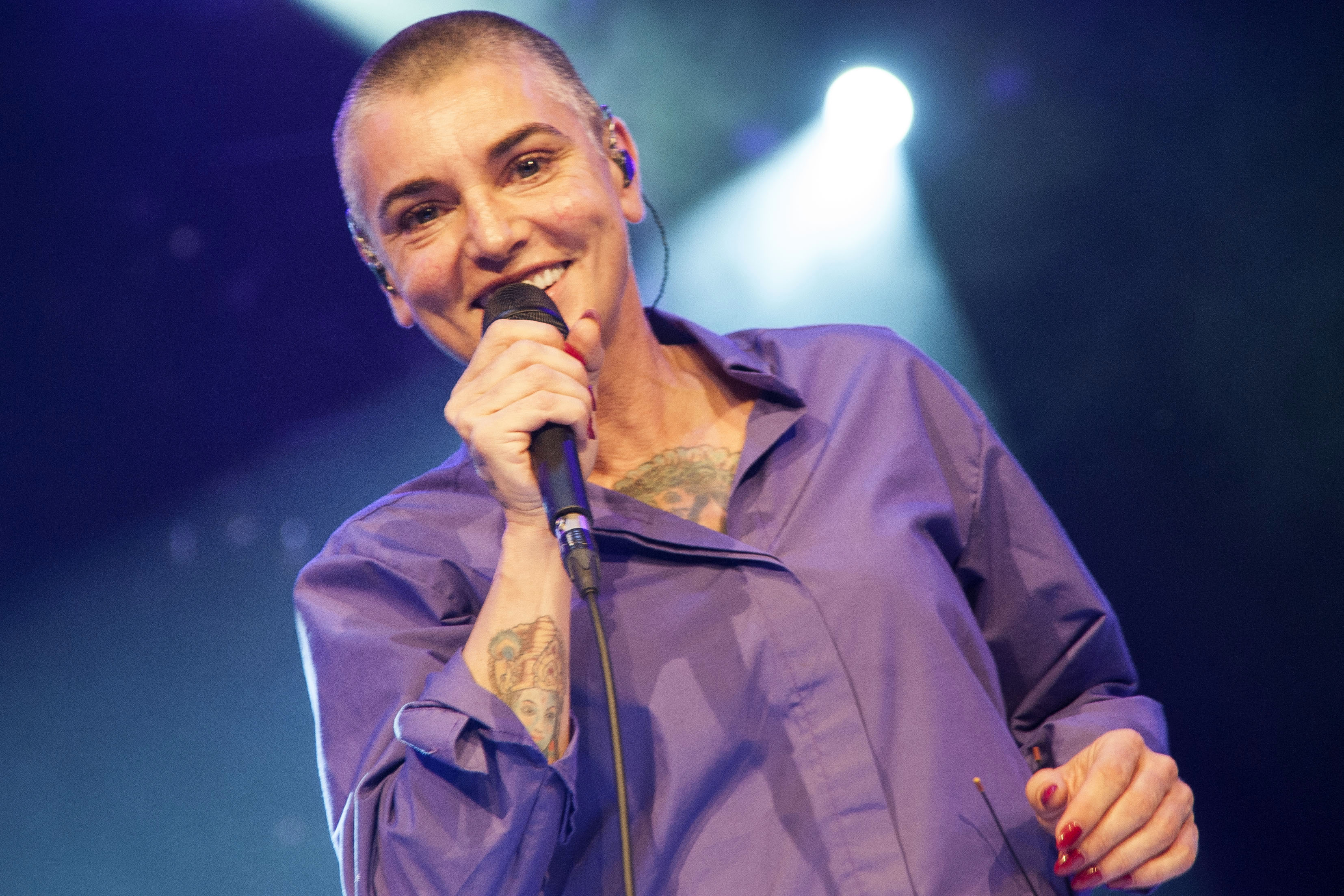
Den irländska sångaren och musikern Sinéad O'Connor avled 26 juli, 56 år gammal.

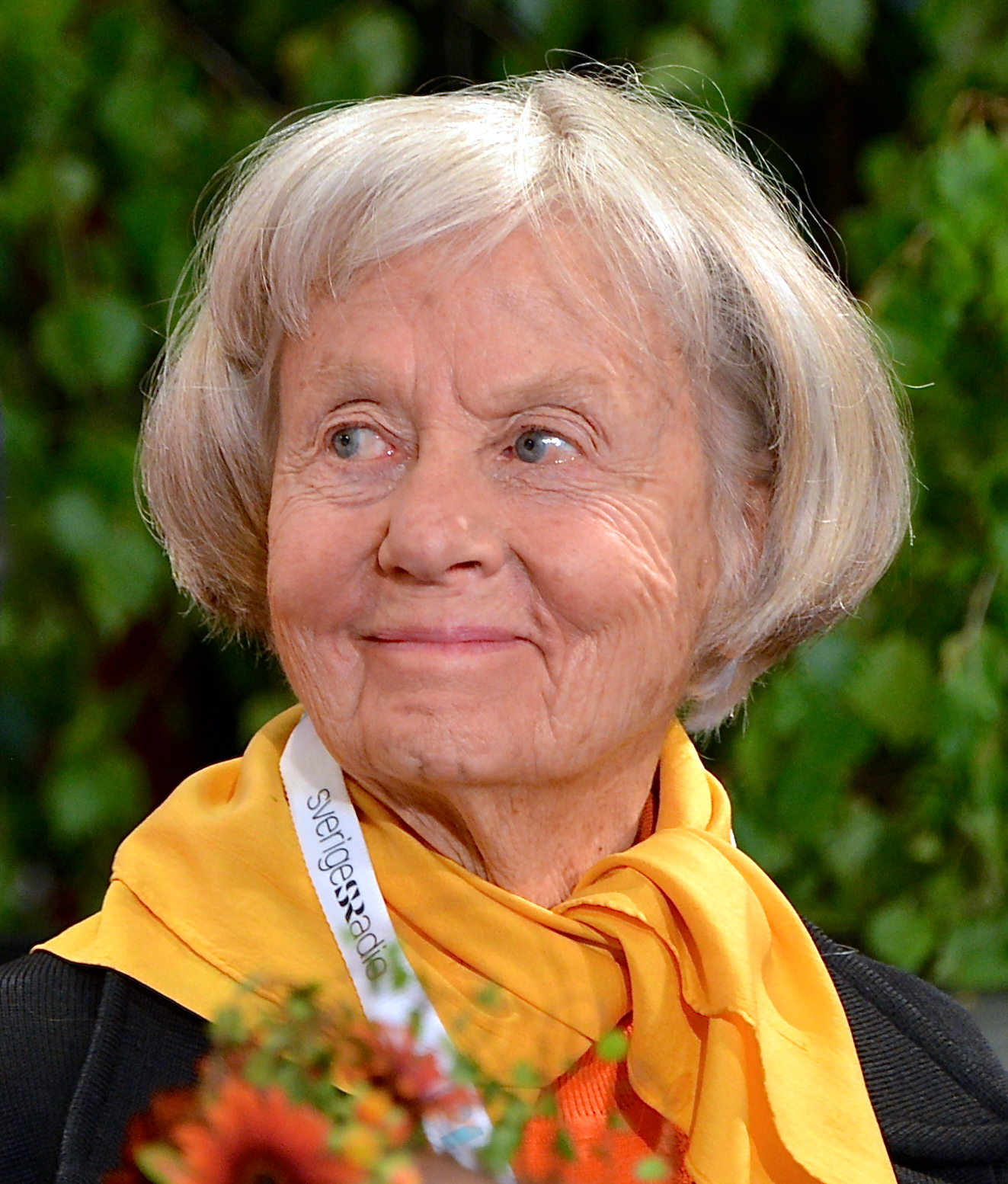
Den svenska skådespelaren Inga Landgré avled 31 juli, 95 år gammal.

- 1 juli – Lawrence Turman, 96, amerikansk filmproducent (Mandomsprovet).[471]
- 1 juli – Meg Johnson, 86, brittisk skådespelare (Hem till gården).[472]
- 1 juli – Dilano van 't Hoff, 18, nederländsk racerförare.[473]
- 1 juli – Birger Asplund, 93, svensk släggkastare.[474]
- 1 juli – Viktorija Amelina, 37, ukrainsk författare och journalist.[475]
- 4 juli – Jenő Jandó, 71, ungersk pianist och musikvetare.[476]
- 5 juli – Ralph Lundsten, 86, svensk kompositör.[477]
- 6 juli – Nikki McCray, 51, amerikansk basketspelare och tränare, OS-guld 1996 och 2000.[478]
- 9 juli – Peter Wahlberg, 94, finländsk läkare.[479]
- 9 juli – Luis Suárez, 88, spansk fotbollsspelare och tränare.[480]
- 9 juli – Manny Coto, 62, amerikansk manusförfattare, TV-regissör och TV-producent.[481]
- 10 juli – Per Odensten, 84, svensk författare.[482][483]
- 11 juli – Milan Kundera, 94, tjeckisk-fransk författare.[484]
- 12 juli – Leif Zetterling, 82, svensk målare, tecknare, grafiker och satirtecknare.[485][486]
- 13 juli – Josephine Chaplin, 74, amerikansk skådespelare.[487]
- 14 juli – Albert Eschenmoser, 97, schweizisk kemist.[488]
- 14 juli – Bernard Bachrach, 84, amerikansk historiker.[489]
- 15 juli – Jan Olov Ullén, 89, svensk poet, författare, litteraturkritiker och radioproducent.[490]
- 15 juli – Veniamin Soldatenko, 84, kazakisk friidrottare inom gångsport (tävlade för Sovjetunionen), OS-silver 1972.[491]
- 15 juli – Eino Murtorinne, 92, finländsk teolog och professor.[492]
- 15 juli – William "Bill" MacMillan, 80, kanadensisk ishockeyspelare och tränare.[493]
- 16 juli – Kevin Mitnick, 59, amerikansk IT-säkerhetskonsult och dömd hackare.[494]
- 16 juli – Harry Frankfurt, 94, amerikansk filosof och akademiker.[495]
- 16 juli – Jane Birkin, 76, brittisk-fransk skådespelare och sångare.[496]
- 16 juli – Annamária Tóth, 77, ungersk friidrottare, OS-brons i femkamp 1968.[497]
- 17 juli – Rune Lanestrand, 85, svensk politiker och småjordbrukare.[498]
- 18 juli – Oommen Chandy, 79, indisk politiker, chefsminister i Kerala 2004–2006 och 2011–2016.[499]
- 19 juli – Remigijus Valiulis, 64, litauisk kortdistanslöpare (tävlade för Sovjetunionen), OS-guld 1980.[500]
- 20 juli – José Sulantay, 83, chilensk fotbollsspelare och tränare.[501]
- 20 juli – Aadu Must, 72, estnisk historiker och politiker.[502]
- 21 juli – Ann Clwyd, 86, brittisk (walesisk) politiker, europaparlamentariker 1979–1984 och parlamentsledamot 1984–2019.[503]
- 21 juli – Tony Bennett, 96, amerikansk sångare.[504]
- 22 juli – Adolf Scherer, 85, slovakisk fotbollsspelare (spelade för Tjeckoslovakien).[505]
- 23 juli – Inga Swenson, 90, amerikansk skådespelare.[506]
- 23 juli – Patty Ryan, 62, tysk sångare.[507]
- 24 juli – Trevor Francis, 69, brittisk fotbollsspelare.[508]
- 25 juli – Rocky Wirtz, 70, amerikansk företagsledare.[509]
- 25 juli – Vilgot Johansson, 90, svensk skeppsredare och varvsindustriägare.[510]
- 25 juli – Bo Goldman, 90, amerikansk manusförfattare.[511]
- 26 juli – Sinéad O'Connor, 56, irländsk sångare och musiker.[512][513]
- 26 juli – Randy Meisner, 77, amerikansk basgitarrist, sångare och låtskrivare (Poco, Eagles).[514]
- 27 juli – Iréne Söderblom, 101, svensk skådespelare, sångare och dragspelare.[515]
- 28 juli – Martin Walser, 96, tysk författare.[516]
- 28 juli – Jim Parker, 88, brittisk kompositör och musiker.[517]
- 28 juli – Maja Karlsson, 42, svensk skådespelare inom Glada Hudik-teatern.[518]
- 29 juli – George Wilson, 81, amerikansk basketspelare, OS-guld 1964.[519]
- 30 juli – Paul Reubens, 70, amerikansk skådespelare och TV-underhållare (känd bl.a som karaktären Pee-wee Herman).[520]
- 30 juli – David Albahari, 75, serbisk författare.[521]
- 31 juli – Inga Landgré, 95, svensk skådespelare.[522]
- 31 juli – Carl-Erik Eriksson, 93, svensk bobåkare.[523]

## Augusti

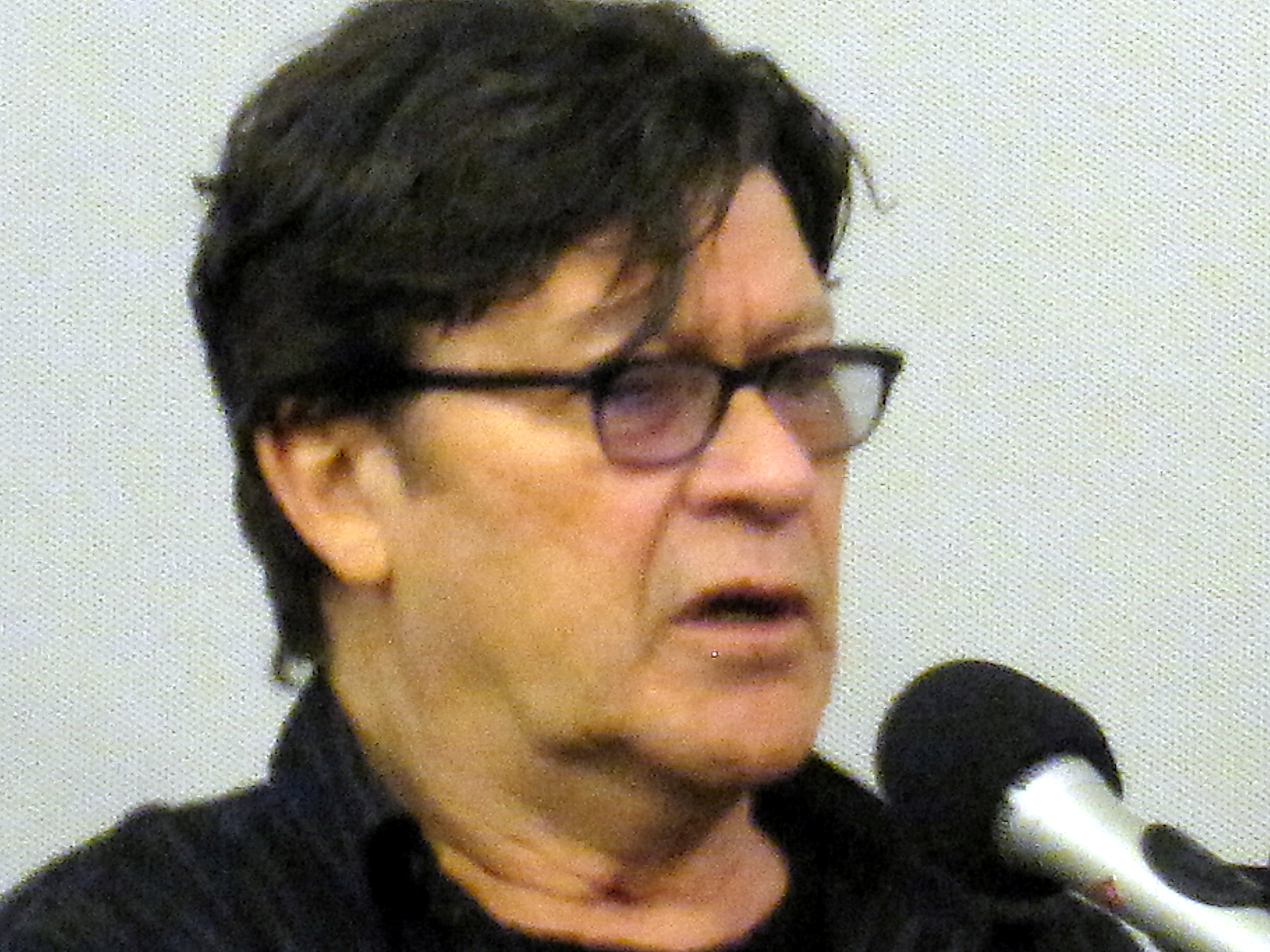
Den kanadensiske låtskrivaren, gitarristen och sångaren Robbie Robertson avled 9 augusti, 80 år gammal.

Den svenska operasångaren Berit Lindholm avled 12 augusti, 88 år gammal.

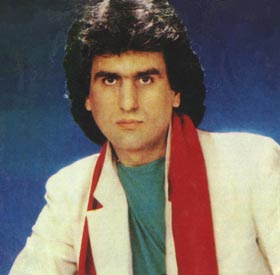
Den italienske sångaren Toto Cutugno avled 22 augusti, 80 år gammal.

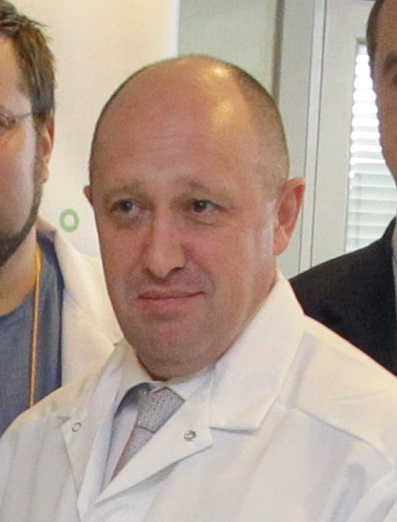
Den ryske oligarken och ledaren för Wagnergruppen Jevgenij Prigozjin avled 23 augusti, 62 år gammal.

- 1 augusti – Henri Konan Bédié, 89, ivoriansk politiker, president 1993–1999.[524]
- 1 augusti – Owe Adamson, 88, svensk cyklist.[525]
- 3 augusti – Mark Margolis, 83, amerikansk skådespelare.[526]
- 4 augusti – Andreas Däscher, 96, schweizisk backhoppare.[527]
- 4 augusti – Boniface Alexandre, 87, haitisk politiker, president 2004–2006.[528]
- 5 augusti – Hélène Carrère d'Encausse, 94, fransk historiker och politiker, europaparlamentariker 1994–1999 och Franska akademiens ständiga sekreterare 1999–2023.[529]
- 7 augusti – Mario Tronti, 92, italiensk filosof och politiker.[530]
- 7 augusti – Erkin Koray, 82, turkisk rocksångare, låtskrivare och gitarrist.[531]
- 7 augusti – William Friedkin, 87, amerikansk filmregissör.[532]
- 8 augusti – Sixto Rodriguez, 81, amerikansk musiker, sångare och låtskrivare (Searching for Sugar Man).[533]
- 8 augusti – Claes Nydahl, 76, svensk journalist och reklamradiopionjär.[534]
- 8 augusti – Federico Bahamontes, 95, spansk cyklist, Tour de France-vinnare 1959.[535]
- 9 augusti – Fernando Villavicencio, 59, ecuadoriansk journalist och politiker, presidentkandidat 2023.[536]
- 9 augusti – Hugh Segal, 72, kanadensisk senator, politisk strateg, författare och kommentator.[537]
- 9 augusti – Robbie Robertson, 80, kanadensisk gitarrist, sångare och låtskrivare (The Band).[538]
- 11 augusti – Shoji Tabuchi, 79, japansk-amerikansk violinist.[539]
- 12 augusti – Berit Lindholm, 88, svensk operasångare (dramatisk sopran).[540]
- 13 augusti – Patricia Bredin, 88, brittisk sångare och skådespelare.[541]
- 14 augusti – László Zarándi, 94, ungersk kortdistanslöpare, OS-brons 1952.[542]
- 14 augusti – Dorothy Clough, 93, svensk keramiker.[543]
- 14 augusti – Bob (Bobby) Baun, 86, kanadensisk ishockeyspelare.[544]
- 14 augusti – Rodion Amirov, 21, rysk ishockeyspelare.[545]
- 14 augusti – Francesco Alberoni, 93, italiensk journalist och sociolog, ordförande för RAI 2004–2005.[546]
- 15 augusti – Arnold Östman, 83, svensk dirigent och konstnärlig ledare.[547]
- 16 augusti – Gennadij Zjidko, 57, rysk general, befälhavare för Östra militärdistriktet 2018–2021.[548]
- 16 augusti – Michael Parkinson, 88, brittisk programledare, journalist och författare.[549]
- 16 augusti – Jerry Moss, 88, amerikansk musikproducent och skivbolagsdirektör, medgrundare av A&M Records.[550]
- 16 augusti – Howard S. Becker, 95, amerikansk sociolog.[551]
- 17 augusti – Gary Young, 70, amerikansk rockmusiker (trumslagare), medlem i Pavement.[552]
- 17 augusti – John Devitt, 86, australisk simmare, OS-guld 1956 och 1960.[553]
- 17 augusti – Karol J. Bobko, 85, amerikansk astronaut.[554]
- 18 augusti – Jørn Riel, 92, dansk författare.[555]
- 18 augusti – Al Quie, 99, amerikansk politiker, Minnesotas guvernör 1979–1983.[556]
- 18 augusti – James L. Buckley, 100, amerikansk politiker, jurist och radiochef, senator 1971–1977.[557]
- 19 augusti – Carl Piper, 76, svensk greve och godsägare.[558]
- 19 augusti – Mikael Nordfors, 64, svensk musiker och läkare.[559][560]
- 19 augusti – Ron Cephas Jones, 66, amerikansk skådespelare.[561]
- 20 augusti – Billy Vukovich Jr., 79, amerikansk racerförare.[562]
- 20 augusti – Pentti Virrankoski, 94, finländsk historiker.[563]
- 20 augusti – Aivars Lazdenieks, 69, lettisk roddare (tävlade för Sovjetunionen), OS-silver 1976.[564]
- 22 augusti – Toto Cutugno, 80, italiensk sångare, låtskrivare och musiker.[565]
- 22 augusti – Tom Courtney, 90, amerikansk löpare, tvåfaldig OS-guldmedaljör 1956.[566]
- 23 augusti – Dmitrij Utkin, 53, rysk arméofficer, medgrundare av Wagnergruppen.[567]
- 23 augusti – Jevgenij Prigozjin, 62, rysk oligark, grundare av och ledare för Wagnergruppen.[567]
- 23 augusti – Hersha Parady, 78, amerikansk skådespelare.[568]
- 24 augusti – Bray Wyatt, 36, amerikansk fribrottare.[569]
- 24 augusti – Arleen Sorkin, 67, amerikansk skådespelare.[570]
- 24 augusti – Bernie Marsden, 72, brittisk rock- och bluesgitarrist, tidigare medlem i Whitesnake.[571]
- 24 augusti – Lars Fresk, 81, svensk violinist (Freskkvartetten).[572]
- 25 augusti – Signe Stade, 79, svensk skådespelare.[573]
- 26 augusti – Gleb Panfilov, 89, rysk filmregissör.[574]
- 26 augusti – Bosse Broberg, 85, svensk jazzmusiker, trumpetare och kompositör.[575]
- 26 augusti – Bob Barker, 99, amerikansk programledare.[576]
- 27 augusti – Don Sundquist, 87, amerikansk republikansk politiker, representanthusledamot 1983–1995 och Tennessees guvernör 1995–2003.[577]
- 27 augusti – Eddie Skoller, 79, dansk sångare, musiker och komiker.[578]
- 27 augusti – Joe the Plumber (Joseph Wurzelbacher), 49, amerikansk konservativ aktivist och kommentator.[579]
- 27 augusti – Anvar Ibragimov, 57, rysk fäktare (tävlade för Sovjetunionen), OS-guld (lag-guld) 1988.[580]
- 29 augusti – Bertil Zachrisson, 97, svensk politiker, utbildningsminister 1973–1976 och generaldirektör.[581]
- 29 augusti – Waldemar Victorino, 71, uruguayansk fotbollsspelare.[582]
- 29 augusti – Caj Högberg, 74, svensk musiker, kompositör och textförfattare.[583]
- 30 augusti – Jack Sonni, 68, amerikansk gitarrist (med bl.a Dire Straits), marknadsförare och författare.[584]
- 30 augusti – Jan Jongbloed, 82, nederländsk fotbollsspelare (målvakt).[585]
- 30 augusti – Mohamed Al-Fayed, 94, egyptisk-brittisk affärsman och miljardär, tidigare ägare till Harrods och far till Dodi Fayed.[586]
- 31 augusti – Gayle Hunnicutt, 80, amerikansk skådespelare.[587]

## September

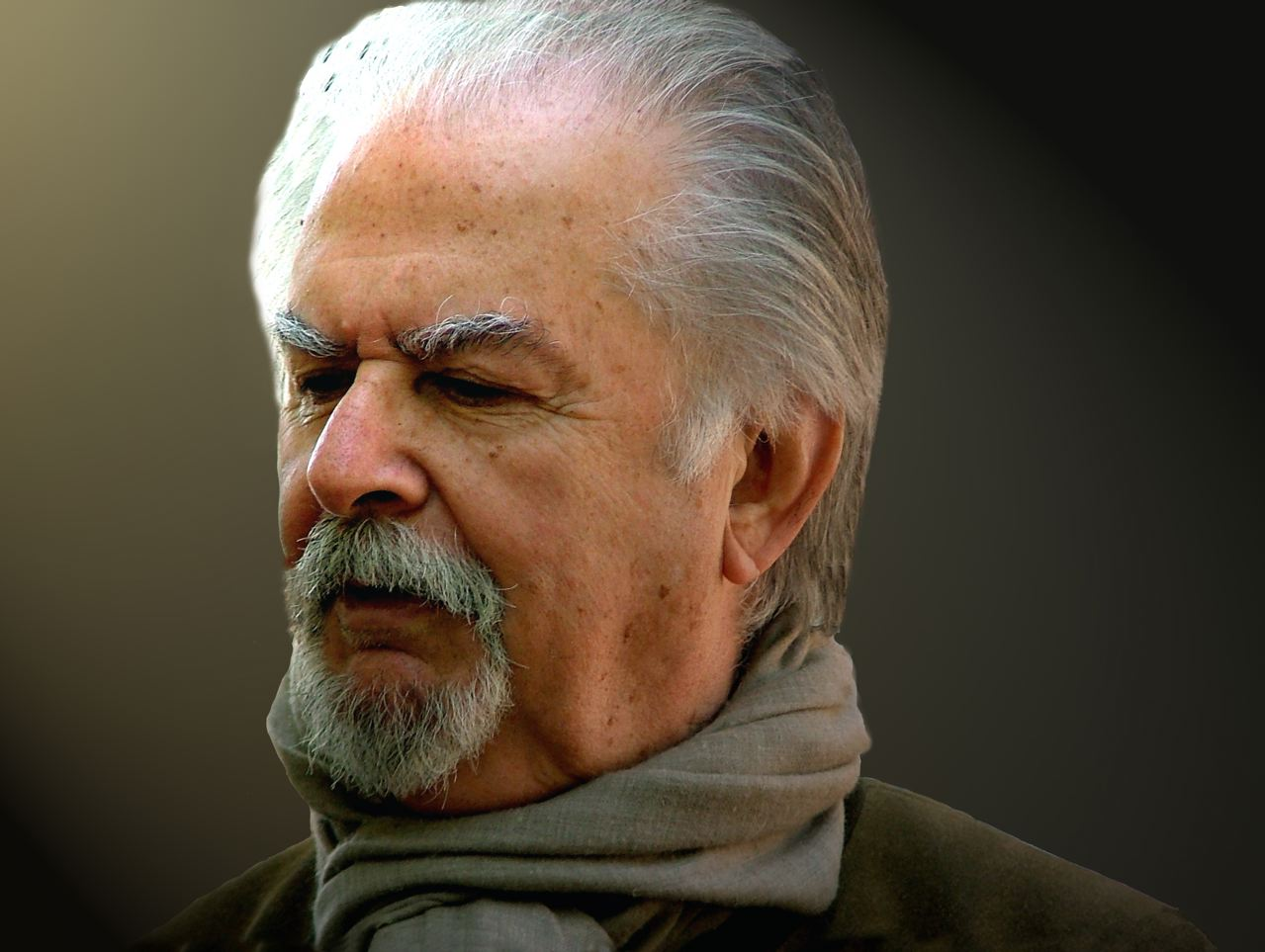
Den colombianske målaren och skulptören Fernando Botero avled 15 september, 91 år gammal.

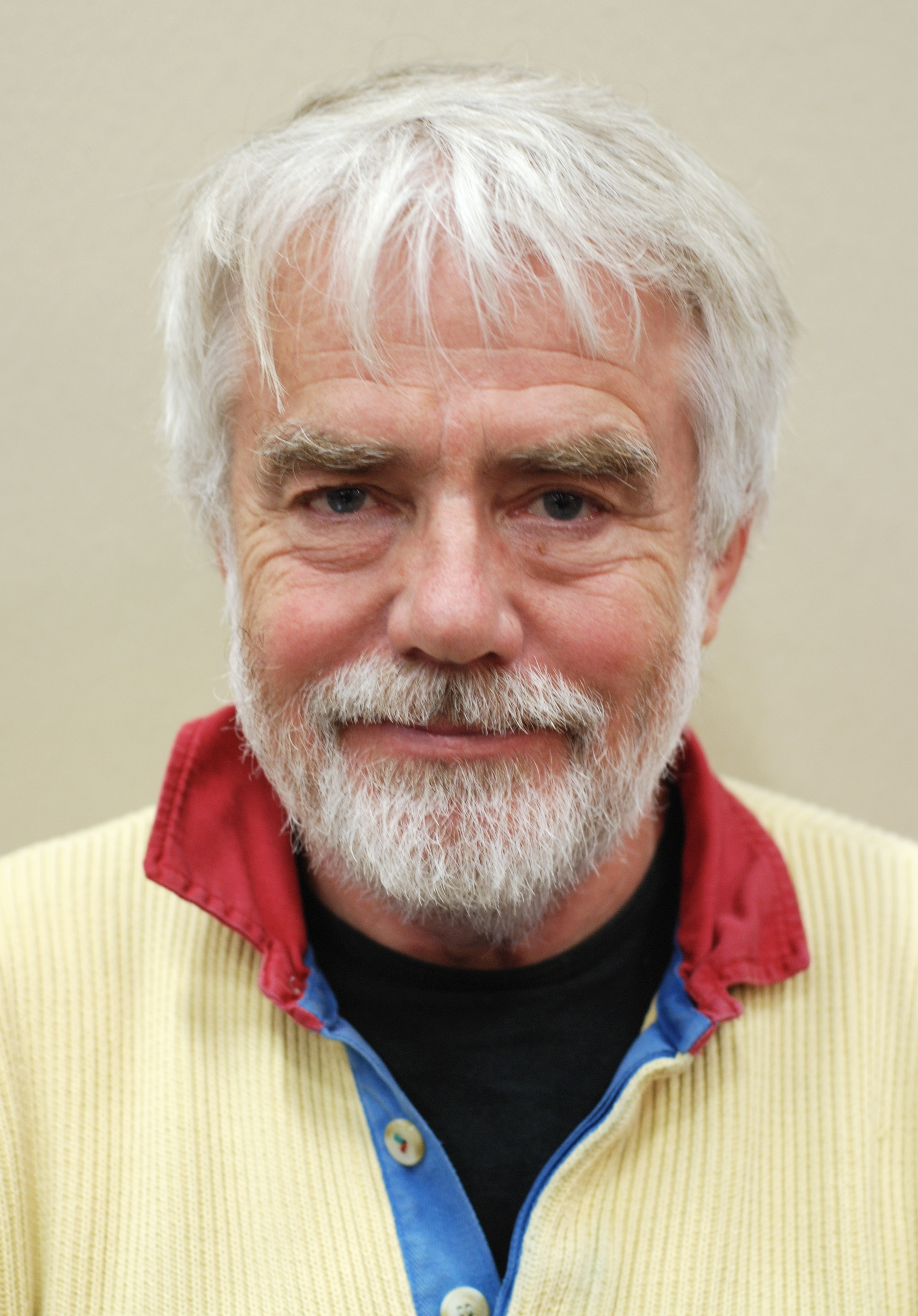
Den svenske politikern Per Gahrton avled 19 september, 80 år gammal.

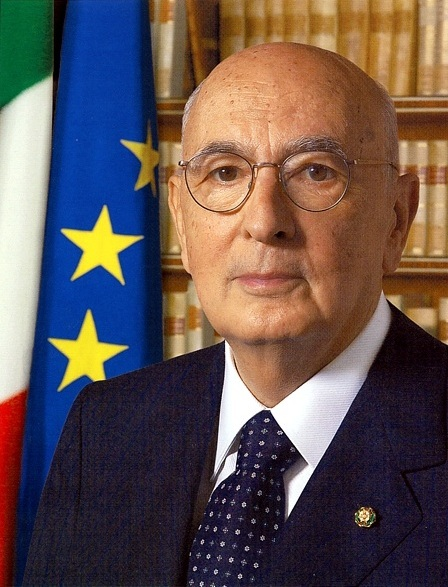
Den italienske politikern och presidenten Giorgio Napolitano avled 22 september, 98 år gammal.

Den brittisk-amerikanske skådespelaren David McCallum avled 25 september, 90 år gammal.

- 1 september – Bill Richardson, 75, amerikansk demokratisk politiker, representanthusledamot 1983–1997, energiminister 1998–2001 och New Mexicos guvernör 2003–2011.[588]
- 1 september – Jimmy Buffett, 76, amerikansk sångare, musiker och låtskrivare (inom pop och country) samt författare, skådespelare och affärsman.[589]
- 3 september – Morgan Samuelsson, 55, svensk ishockeyspelare och tränare.[590]
- 3 september – Peter Gustavsson, 65, svensk ishockeyspelare.[591]
- 4 september – Ulla Zimmerman, 79, svensk målare, tecknare, skulptör och författare.[592]
- 4 september – Gary Wright, 80, amerikansk sångare, musiker och låtskrivare.[593]
- 4 september – Anton Tus, 91, kroatisk general, Jugoslaviens flygvapenchef 1985–1991 och Kroatiens försvarschef 1991–1992.[594][595]
- 4 september – Ferid Murad, 86, amerikansk farmakolog, nobelpristagare i fysiologi eller medicin 1998.[596]
- 4 september – Violeta Mițul, 26, moldavisk fotbollsspelare.[597]
- 4 september – Steve Harwell, 56, amerikansk sångare (Smash Mouth).[598]
- 4 september – Edith Grossman, 87, amerikansk litterär översättare.[599]
- 4 september – Guðbergur Bergsson, 90, isländsk författare.[600]
- 5 september – Erling Johansson, 89, svensk målare, filmare och skulptör.[601]
- 6 september – Giuliano Montaldo, 93, italiensk filmregissör och manusförfattare.[602]
- 6 september – Kjell-Rune Milton, 75, svensk ishockeyspelare (back) och tränare.[603]
- 6 september – Gullan Lindblad, 90, svensk moderat politiker och riksdagsledamot.[604]
- 6 september – Hans-Ulrich Klose, 86, tysk politiker, Hamburgs borgmästare 1974–1981 och förbundsdagsledamot 1983–2013.[605]
- 6 september – Marc Bohan, 97, fransk modedesigner.[606]
- 8 september – Buichi Terasawa, 68, japansk mangaskapare.[607]
- 9 september – Ulla-Britt Norrman, 78, svensk skådespelare.[608]
- 9 september – Mangosuthu Buthelezi, 95, sydafrikansk politiker och zululedare.[609]
- 12 september – Beytocan, 67, turkiskfödd kurdisk-svensk sångare och låtskrivare.[610]
- 13 september – Roger Whittaker, 87, brittisk sångare, gitarrist och låtskrivare.[611]
- 13 september – Mircea Snegur, 83, moldavisk politiker, president 1990–1997.[612]
- Exakt datum saknas – Perrie Mans, 82, sydafrikansk snookerspelare.[613]
- 13 september – Solveig Malmkvist Bennerström, 90, svensk judoutövare.[614]
- 14 september – Basil van Rooyen, 84, sydafrikansk racerförare.[615]
- 14 september – Luca Giustolisi, 53, italiensk vattenpolospelare, OS-bronsmedaljör (lagmedalj) 1996.[616]
- 14 september – Lauch Faircloth, 95, amerikansk republikansk politiker, senator för North Carolina 1993–1999.[617]
- 14 september – Robert Addison Day, 79, amerikansk affärsman och investerare.[618]
- Exakt datum saknas – Kim Il-chol, 90, nordkoreansk amiral, försvarsminister 1997–2009.[619]
- 15 september – Dave Roe, 71, amerikansk musiker (basist) som spelade med Johnny Cash, Dwight Yoakam, Jerry Reed, m fl.[620][621]
- 15 september – Fernando Botero, 91, colombiansk målare och skulptör.[622]
- 16 september – Abd al-Ati al-Ubayyidi, 83, libysk politiker och diplomat, premiärminister 1977–1979 och utrikesminister 1982–1984 och 2011.[623]
- 16 september – Gita Mehta, 80, indisk-amerikansk författare och dokumentärfilmskapare.[624]
- 16 september – Murat Karayılan, 69, turkiskfödd kurdisk militant rebelledare, PKK:s högste ledare 1999–2014 och därefter befälhavare för dess väpnade gren.[625]
- 16 september – Milo Hrnić, 73, kroatisk popsångare.[626]
- 17 september – Åke Olofsson, 98, svensk cellist.[627]
- 17 september – Bengt Nåjde, 81, svensk medel- och långdistanslöpare.[628]
- 18 september – Joe Matt, 60, amerikansk serieskapare.[629]
- 18 september – Brereton Jones, 84, amerikansk republikansk och senare demokratisk politiker, Kentuckys guvernör 1991–1995.[630]
- 19 september – Gianni Vattimo, 87, italiensk filosof och politiker, europaparlamentariker 1999–2004 och 2009–2014.[631]
- 19 september – Per Gahrton, 80, svensk politiker och författare.[632]
- 20 september – Ruth Fuchs, 76, tysk spjutkastare (tävlade för Östtyskland), OS-guldmedaljör 1972 och 1976.[633]
- 20 september – Dick Clark, 95, amerikansk demokratisk politiker, senator (från Iowa) 1973–1979.[634]
- 21 september – Jeremy Silman, 69, amerikansk schackspelare.[635]
- 22 september – Giorgio Napolitano, 98, italiensk politiker, president 2006–2015.[636]
- 22 september – Geir Lundestad, 78, norsk historiker, sekreterare för Norska Nobelkommittén 1990–2014.[637]
- 22 september – Evelyn Fox Keller, 87, amerikansk fysiker, vetenskapsfilosof och feminist.[638]
- 23 september – Toivo Öhman, 90, svensk simhoppare.[639]
- 23 september – Nic Kerdiles, 29, amerikansk ishockeyspelare.[640]
- 25 september – Matteo Messina Denaro, 61, italiensk kriminell, högste ledare för den sicilianska maffian sedan 2007.[641][642]
- 25 september – David McCallum, 90, brittiskfödd (skotskfödd) amerikansk skådespelare och musiker.[643]
- 25 september – Freddy Hansen, 67, svensk cirkusartist.[644]
- 26 september – Asgeir Dølplads, 91, norsk backhoppare.[645]
- 27 september – Michael Gambon, 82, irländsk-brittisk skådespelare.[646]
- 27 september – Adouli, 18, svensk rappare.[647]
- 28 september – Dianne Feinstein, 90, amerikansk demokratisk politiker, senator (representerande Kalifornien) 1992–2023.[648]
- 28 september – Stephen Ackles, 57, norsk sångare, pianist och låtskrivare.[649]
- 28 september – Aulis Aarnio, 87, finländsk jurist, juridikprofessor och författare.[650]
- 29 september – Lorentz Andersson, 81, svensk politiker, landshövding i Västerbottens län 2001–2007.[651]
- 30 september – Khaled Khalifa, 59, syrisk författare, poet, manusförfattare och journalist.[652]
- 30 september – Michael Flynn, 75, amerikansk science fiction-författare.[653]

## Oktober

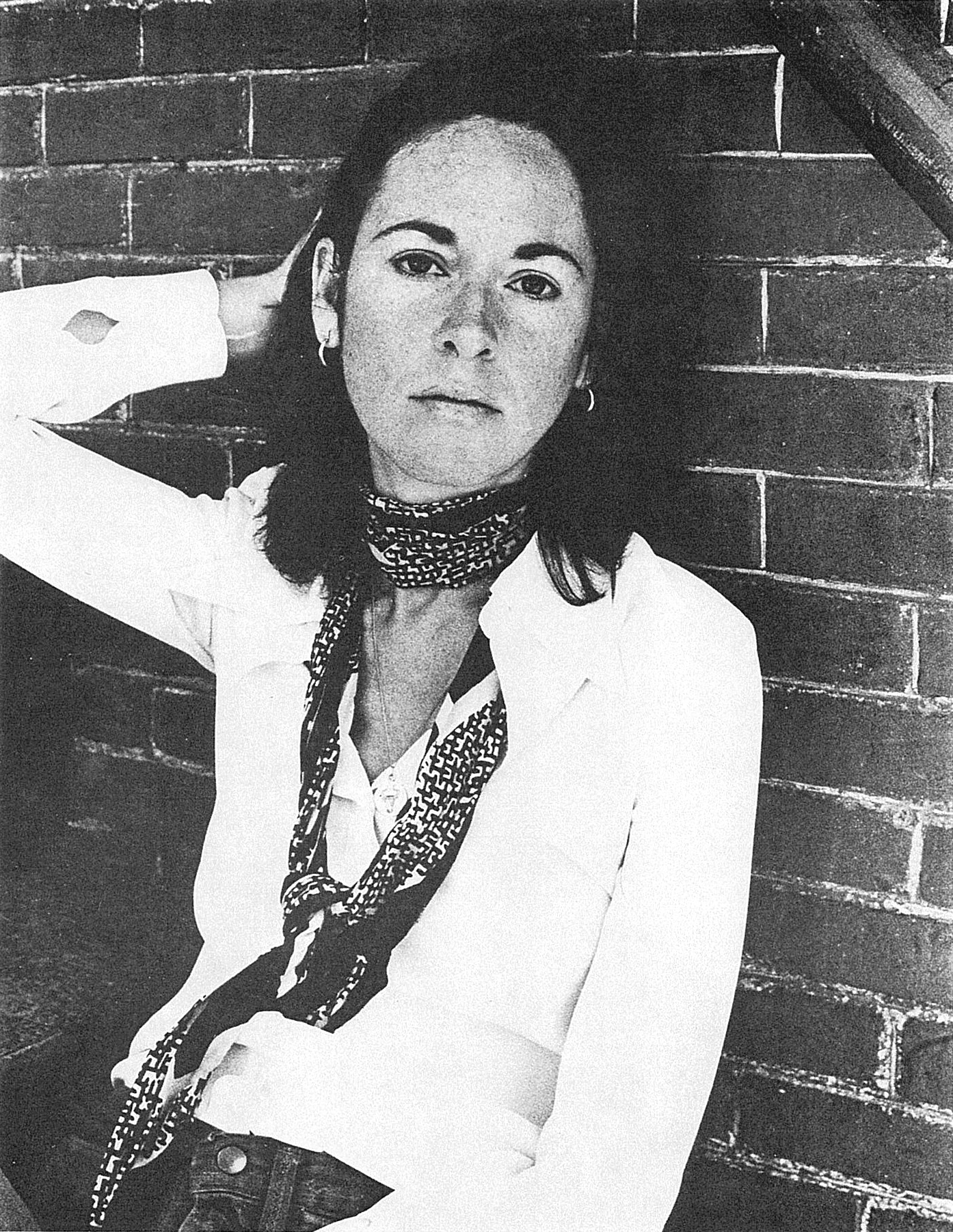
Den amerikanska poeten och nobelpristagaren Louise Glück avled 13 oktober, 80 år gammal.

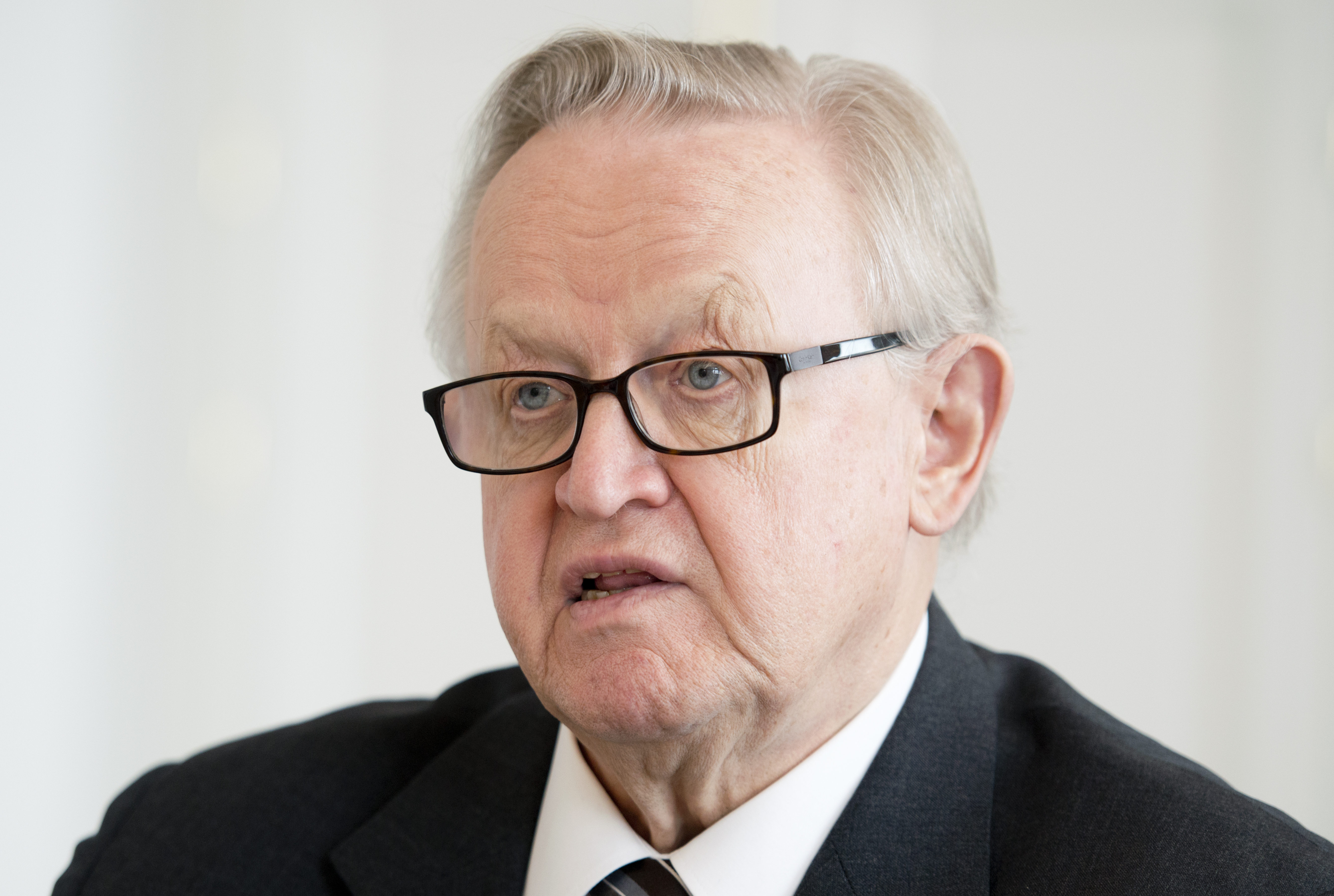
Den finländske politikern, diplomaten och fredspristagaren Martti Ahtisaari, president 1994–2000, avled 16 oktober, 86 år gammal.

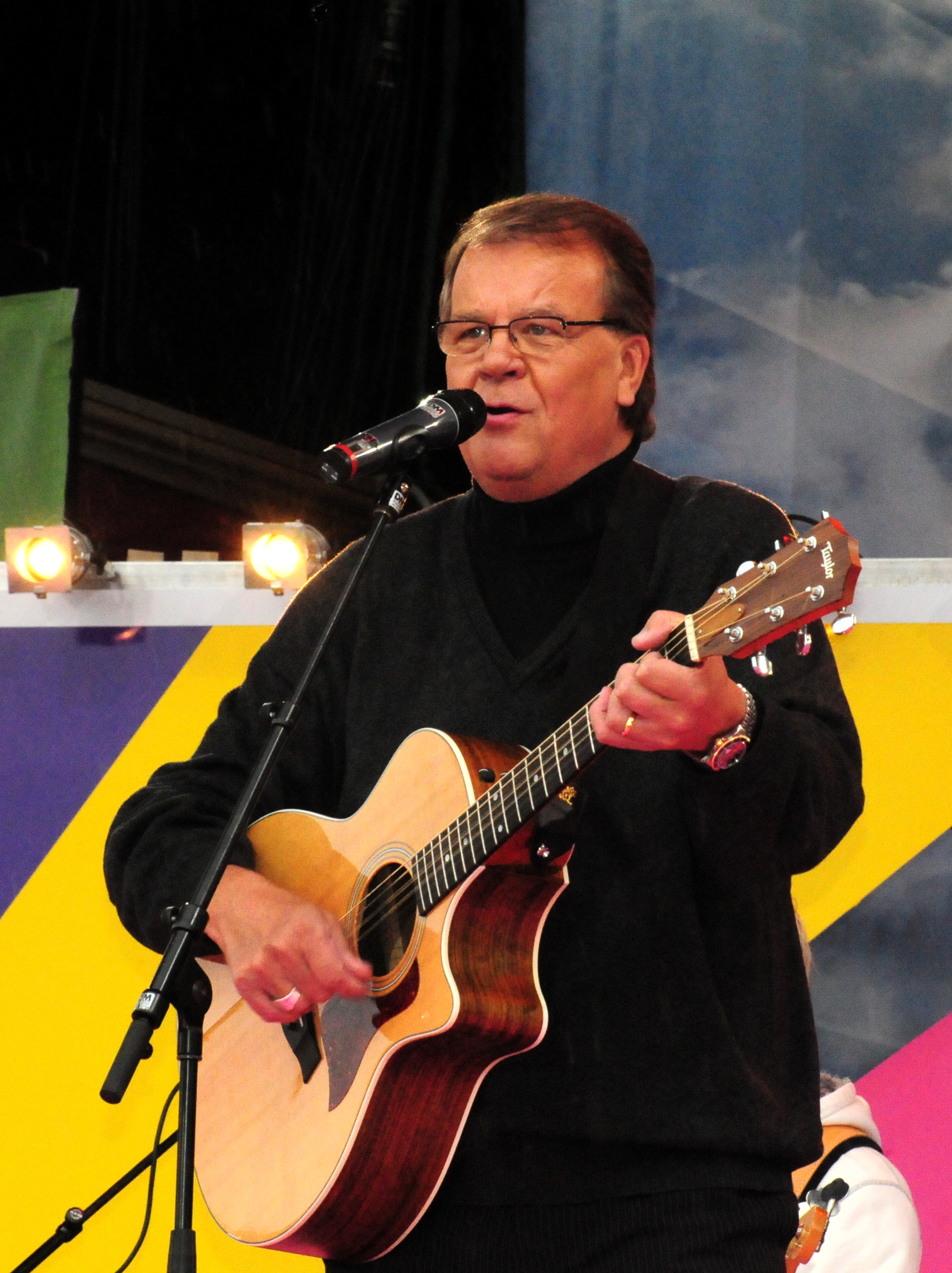
Den svenske sångaren, låtskrivaren och programledaren Lasse Berghagen avled 19 oktober, 78 år gammal.

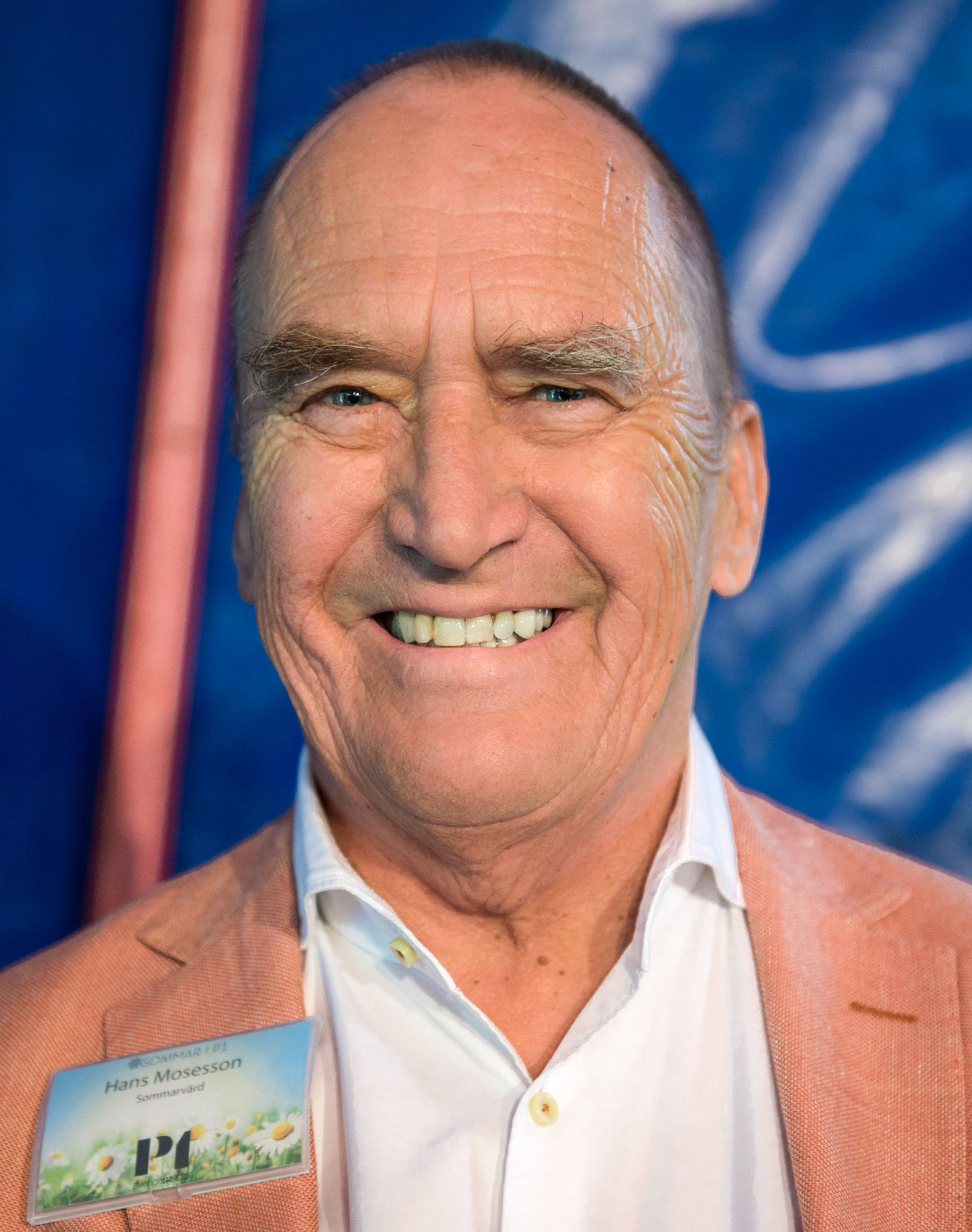
Den svenske skådespelaren, teaterregissören och musikern Hans Mosesson avled 25 oktober, 79 år gammal.

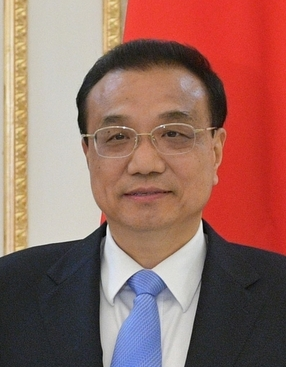
Den kinesiske politikern och tidigare premiärministern Li Keqiang avled 27 oktober, 68 år gammal.

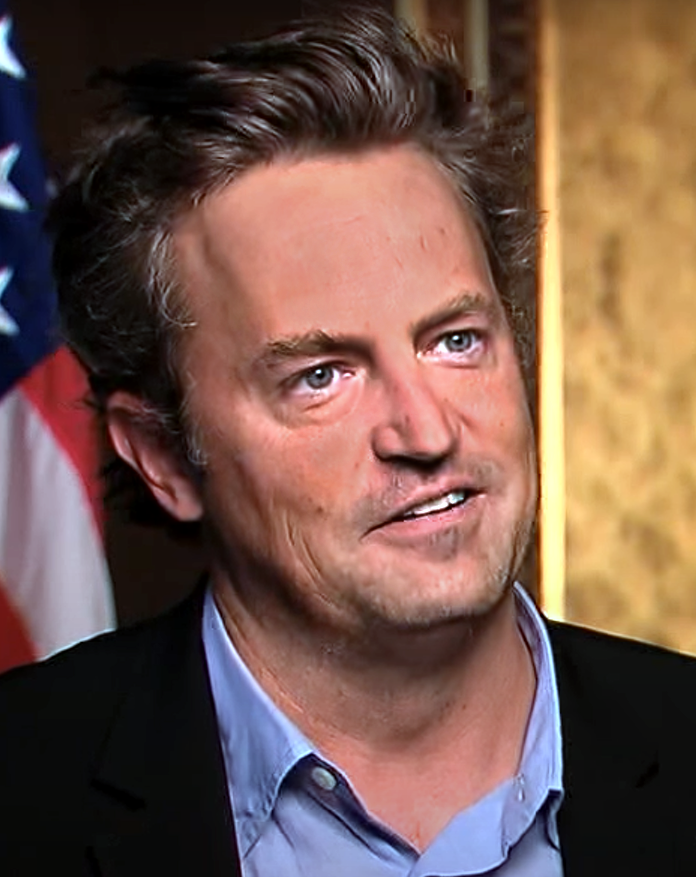
Den amerikanske skådespelaren Matthew Perry avled 28 oktober, 54 år gammal.

- 1 oktober – Patricia Janečková(en), 25, tyskfödd slovakisk operasångare (sopran).
- 1 oktober – Jolin Boldt, 72, sverigefinlandssvensk journalist.[654]
- 1 oktober – Lars "Laban" Arnesson, 87, svensk idrottare och fotbollstränare.[655]
- 2 oktober – Viveka Vogel, 86, svensk journalist och författare.[656]
- 2 oktober – Francis Lee, 79, brittisk (engelsk) fotbollsspelare.[657]
- 3 oktober – Harald Tusberg, 88, norsk TV-medarbetare, programchef och författare.[658]
- 5 oktober – Risto Näätänen, 84, finländsk psykolog, hjärnforskare och professor.[659]
- 5 oktober – Dick Butkus, 80, amerikansk utövare av amerikansk fotboll, sportkommentator och skådespelare.[660]
- 6 oktober – Loren Cunningham, 88, amerikansk kristen missionsledare, medgrundare av Ungdom med uppgift.[661]
- 7 oktober – Ted Schwinden, 98, amerikansk demokratisk politiker, guvernör i Montana 1981–1989.[662]
- 7 oktober – Maria Hörnelius, 84, svensk skådespelare och regissör.[663]
- 7 oktober – Terence Davies, 77, brittisk filmregissör och manusförfattare.[664]
- 7 oktober – Marouf al-Bakhit, 76, jordansk politiker, premiärminister 2005–2007 och 2011.[665]
- 8 oktober – Burt Young, 83, amerikansk skådespelare.[666]
- 8 oktober – Dunc Wilson, 75, kanadensisk ishockeymålvakt.[667]
- 8 oktober – László Sólyom, 81, ungersk jurist och politiker, president 2005–2010.[668]
- 8 oktober – Herschel Savage, 70, amerikansk porrskådespelare.[669]
- 8 oktober – Gérard Fenouil, 78, fransk kortdistanslöpare, OS-bronsmedaljör 1968.[670]
- 8 oktober – Agneta Andersson, 62, svensk kanotist och OS-guldmedaljör.[671]
- 9 oktober – Lars Lunøe, 87, dansk skådespelare.[672][673]
- 9 oktober – Gerhard Grimmer, 80, tysk längdskidåkare (tävlade för Östtyskland).[674]
- 9 oktober – Terry Dischinger, 82, amerikansk basketspelare.[675]
- 9 oktober – Andrea Branzi, 84, italiensk arkitekt och formgivare.[676]
- 10 oktober – Olle Wästberg, 78, svensk politiker, publicist och diplomat.[677]
- 12 oktober – Sten Skragge, 98, svensk skådespelare.[678]
- 12 oktober – Lars Olof Loeld, 93, svensk målare, grafiker och skulptör.[679]
- 12 oktober – Jon Hustad, 55, norsk journalist och författare.[680]
- 12 oktober – Per Egil Hegge, 83, norsk journalist, utrikeskorrespondent och författare.[681][682]
- 12 oktober – Luis Garavito, 66, colombiansk dömd seriemördare och våldtäktsman.[683]
- 12 oktober – Peter Antoine, 79, tysk-svensk fotbollstränare och fotbollskommentator.[684]
- 13 oktober – Hugh Russell, 63, nordirländsk boxare (tävlade för Storbritannien och Irland), OS-bronsmedaljör 1980.[685]
- 13 oktober – Jaakko Ihamuotila, 83, finländsk företagsledare.[686]
- 13 oktober – Louise Glück, 80, amerikansk poet och essäist, nobelpristagare i litteratur 2020.[687]
- 14 oktober – Thomas Netzler, 72, svensk musiker (basist).[688]
- 14 oktober – Piper Laurie, 91, amerikansk skådespelare.[689]
- 14 oktober – Bertil Falk, 90, svensk journalist, författare och utgivare.[690]
- 15 oktober – Suzanne Somers, 76, amerikansk skådespelare.[691]
- 16 oktober – Hasse Samuelsson, 82, svensk fotbollsspelare.[692]
- 16 oktober – Martti Ahtisaari, 86, finländsk politiker och diplomat, president 1994–2000, fredspristagare 2008.[693]
- 17 oktober – Carla Bley, 87, amerikansk jazzkompositör, pianist och orkesterledare.[694]
- 18 oktober – Dwight Twilley, 72, amerikansk sångare och låtskrivare.[695]
- 18 oktober – Aleksandr Buzgalin, 69, rysk marxistisk ekonom.[696]
- 19 oktober – Atsushi Sakurai, 57, japansk sångare, låtskrivare och musiker (Buck-Tick).[697]
- 19 oktober – Anfisa Reztsova, 58, rysk skidåkare och skidskytt.[698]
- 19 oktober – Heinrich "Heini" Messner, 84, österrikisk alpin skidåkare, OS-brons 1968 och 1972.[699]
- 19 oktober – Sven-Eric Juhlin, 83, svensk formgivare.[700]
- 19 oktober – Lasse Berghagen, 78, svensk sångare, låtskrivare och programledare.[701]
- 20 oktober – Mertil Melin, 78, svensk militär (generallöjtnant).[702]
- 21 oktober – Betsy Rawls, 95, amerikansk golfspelare.[703]
- 21 oktober – Natalie Zemon Davis, 94, amerikansk-kanadensisk historiker.[704]
- 21 oktober – Bobby Charlton, 86, brittisk (engelsk) fotbollsspelare, VM-vinnare 1966.[705]
- 21 oktober – Reino Börjesson, 94, svensk fotbollsspelare, VM-silvermedaljör 1958.[706]
- 22 oktober – Anders Janson, 83, svensk skådespelare (Hem till byn, etc).[707]
- 23 oktober – Aira Samulin, 96, finländsk danspedagog och modeföretagare.[708]
- 23 oktober – Bernard Morel, 98, fransk fäktare, OS-brons 1952.[709]
- 24 oktober – Richard Roundtree, 81, amerikansk skådespelare.[710]
- 24 oktober – Steve Riley, 67, amerikansk trummis.[711]
- 24 oktober – Anderl Molterer, 92, österrikisk alpin skidåkare, OS-silvermedaljör 1956.[712]
- 24 oktober – Niels Holst-Sørensen, 100, dansk löpare och senare flygvapenofficer, flygvapenchef 1970–1982.[713]
- 24 oktober – Hans Albert, 102, tysk filosof.[714]
- 25 oktober – Ed Sandford, 95, kanadensisk ishockeyspelare.[715]
- 25 oktober – Abbas Nourbehesht, 81, Före detta mästare i brottning för döva vid Olympiska spelen.
- 25 oktober – Hans Mosesson, 79, svensk skådespelare, teaterregissör och musiker.[716]
- 25 oktober – Lars O. Lagerqvist, 94, svensk numismatiker och historiker.[717][718]
- 25 oktober – Robert Irwin, 95, amerikansk installationskonstnär.[719]
- 26 oktober – Peter Olausson, 51, svensk författare.[720]
- 26 oktober – Richard Moll, 80, amerikansk skådespelare.[721]
- 27 oktober – Li Keqiang, 68, kinesisk politiker, premiärminister 2013–2023.[722]
- 27 oktober – Wenche Blomberg, 80, norsk författare och journalist.[723]
- 28 oktober – Matthew Perry, 54, amerikansk skådespelare.[724]
- 28 oktober – Adam Johnson, 29, amerikansk ishockeyspelare.[725]
- 28 oktober – Károly Hauszler, 71, ungersk vattenpolospelare, OS-brons 1980.[726]
- 29 oktober – Pelle "Pelle Pop" Hökengren, 61, svensk musiker (gitarrist) och grafisk designer (Trance Dance).[727]
- 30 oktober – Vladimir Markelov, 66, rysk gymnast (tävlade för Sovjetunionen), OS-guldmedaljör 1980.[728]
- 30 oktober – Owe Jungåker, 84, svensk idrottsledare (HV71).[729]
- 31 oktober – Oleg Protopopov, 91, rysk konståkare (tävlade för Sovjetunionen), OS-guld i paråkning 1964 och 1968.[730]
- 31 oktober – Bo Mårtensson, 76, svensk musiker.[731]
- 31 oktober – Thomas K. "Ken" Mattingly, 87, amerikansk astronaut.[732]
- 31 oktober – Sören Illman, 80, finländsk matematiker och professor.[733]

## November

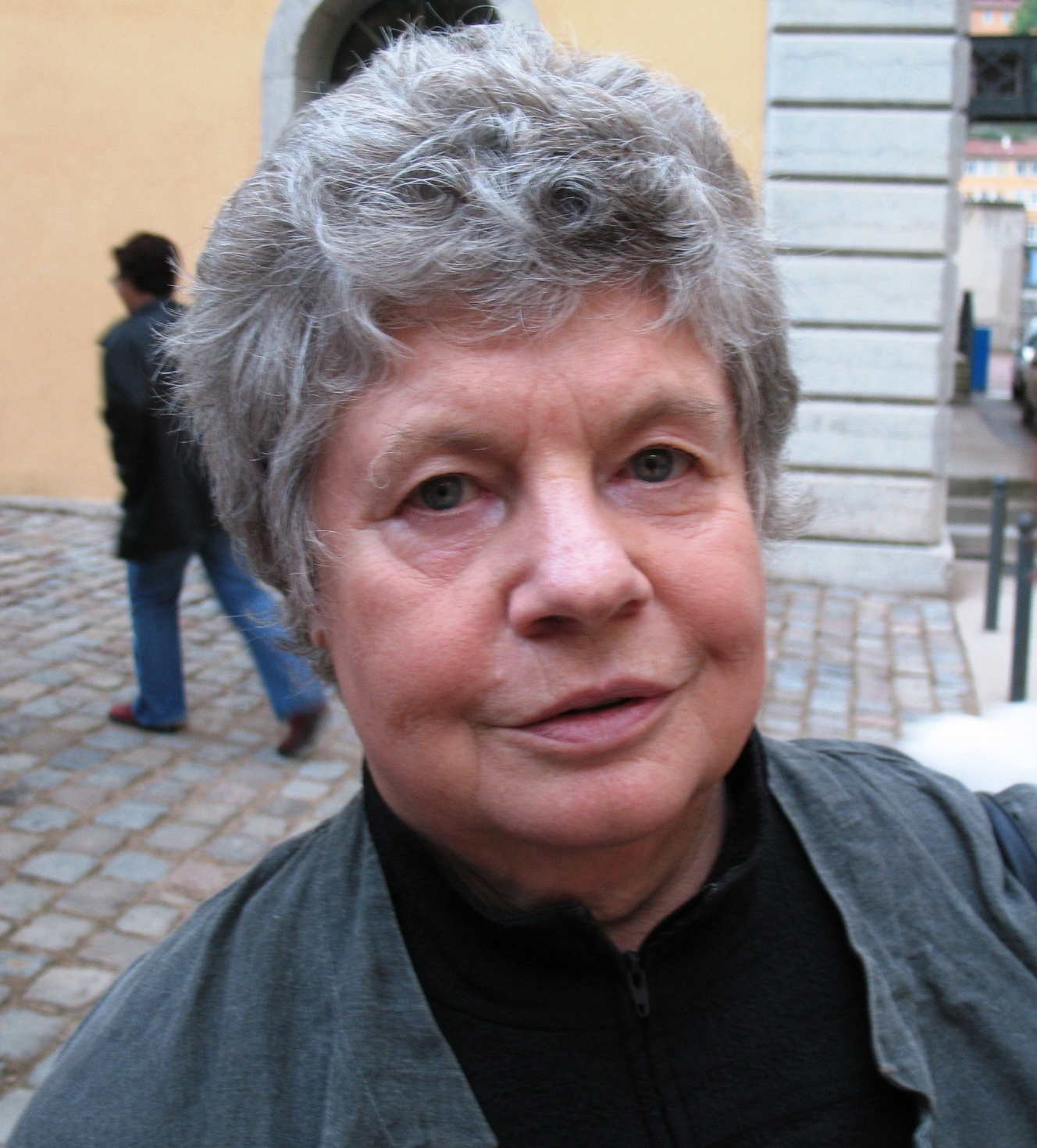
Den brittiska författaren A.S. Byatt avled 16 november, 87 år gammal.

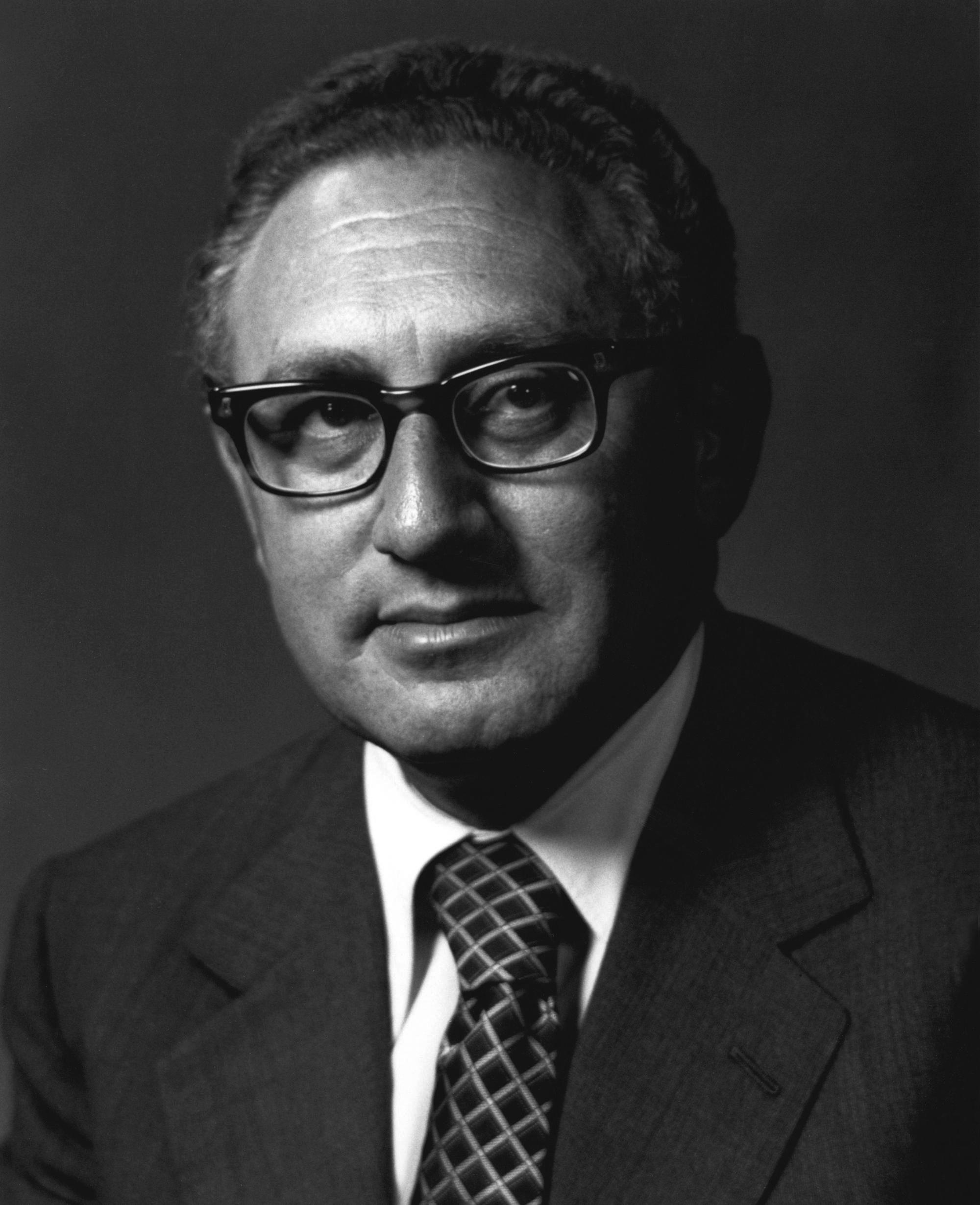
Den amerikanske politiske ämbetsmannen, diplomaten och fredspristagaren Henry Kissinger, avled 29 november, 100 år gammal.

- 1 november – Zanele Situ, 52, sydafrikansk paraidrottare, paralympisk guldmedaljör i spjutkastning 2000 och 2004.[734]
- 2 november – Jutta Müller, 94, tysk konståkare och konståkningstränare.[735]
- 2 november – Kaia Iva, 59, estnisk politiker, socialminister 2016–2019.[736]
- 2 november – Walter Davis, 69, amerikansk basketspelare.[737]
- 3 november – Adele Änggård, 90, brittisk-svensk scenograf och kostymskapare.[738]
- 4 november – Mary Willis Walker, 81, amerikansk författare.[739]
- 4 november – Haruo Wakō, 75, japansk militant aktivist och gisslantagare, medlem i Japanska röda armén.[740]
- 5 november – Evan Ellingson, 35, amerikansk skådespelare.[741]
- 6 november – Antoni Martí, 60, andorransk arkitekt och politiker, premiärminister 2011–2019.[742]
- 6 november – Roel Luynenburg, 78, nederländsk roddare, OS-brons 1972.[743]
- 7 november – Jan Heuman, 94, svensk jurist och justitieråd.[744]
- 7 november – Lena Fürst, 87, svensk TV-producent.[745]
- 7 november – Frank Borman, 95, amerikansk astronaut.[746]
- 8 november – Valentina Ponomarjova, 90, rysk kosmonaut, pilot och forskare.[747]
- 9 november – Hans-Gabriel Trolle-Wachtmeister, 100, svensk greve och godsägare.[748]
- 9 november – Juha Leiviskä, 87, finländsk arkitekt och akademiker.[749]
- 9 november – David Gauthier, 91, kanadensisk filosof.[750]
- 10 november – Spiros Focás, 86, grekisk skådespelare.[751]
- 10 november – John Bailey, 81, amerikansk filmfotograf och regissör.[752]
- 10 november – Danilo Astori, 83, uruguayansk ekonom och politiker, vicepresident 2010–2015 och finansminister 2005–2008 och 2015–2020.[753]
- 10 november – Viking Sundström, 84, finländsk jurist och kommundirektör.[754]
- 11 november – Bengt Stenlund, 84, finländsk kemist och professor.[755]
- 11 november – Dimitrie Popescu, 62, rumänsk roddare, olympisk guldmedaljör 1992.[756]
- 12 november – Kusuma Wardhani, 59, indonesisk bågskytt, olympisk silvermedaljör 1988.[757]
- 12 november – Karel Schwarzenberg, 85, tjeckisk politiker och diplomat, utrikesminister 2007–2009 och 2010–2013.[758]
- 12 november – Nina Sadur, 73, rysk författare och dramatiker.[759]
- 12 november – Helena Pilejczyk, 92, polsk skridskolöpare, olympisk bronsmedaljör 1960.[760]
- 12 november – Roman Čechmánek, 52, tjeckisk ishockeymålvakt.[761]
- 13 november – Christer Skoog, 78, svensk socialdemokratisk riksdagsledamot.[762]
- 13 november – Michael Bishop, 78, amerikansk science fiction-författare.[763]
- 14 november – Arthur Parkin, 71, nyzeeländsk landhockeyspelare, OS-guld 1976.[764]
- 15 november – Hans Herbjørnsrud, 85, norsk författare.[765]
- 16 november – Gustav Kling, 77, svensk skådespelare.[766]
- 16 november – A.S. Byatt, 87, brittisk författare.[767]
- 17 november – Grzegorz Stellak, 72, polsk roddare, olympisk bronsmedaljör 1980.[768]
- 17 november – Bob de Groot, 82, belgisk serieskapare.[769]
- Exakt datum saknas – Charlie Dominici, 72, amerikansk sångare (Dream Theater, etc).[770]
- 18 november – Fredrik Ohlsson, 92, svensk skådespelare.[771]
- 18 november – Ruud Geels, 75, nederländsk fotbollsspelare.[772]
- 19 november – Sara Tavares, 45, portugisisk sångerska.[773]
- 19 november – Catherine Christer Hennix, 75, svensk musiker, poet, filosof, matematiker och bildkonstnär.[774][775]
- 19 november – Rosalynn Carter, 96, amerikansk hälso- och hälsovårdsaktivist och USA:s första dam 1977–1981.[776]
- 19 november – Joss Ackland, 95, brittisk skådespelare.[777]
- 20 november – Börje Lindberg, 95, svensk skulptör.[778]
- 20 november – Rob Krier, 85, luxemburgsk arkitekt, arkitekturteoretiker, stadsplanerare och skulptör.[779]
- 21 november – Dale Spender, 80, australisk feministisk akademiker, historiker, lärare och författare.[780]
- 21 november – Francis R. Nicosia, 79, amerikansk historiker.[781]
- 22 november – Emmanuel Le Roy Ladurie, 94, fransk historiker.[782]
- 22 november – Per Hedenberg, 87, svensk roddare, bland annat i sommar-OS 1960.[783]
- 24 november - Gun R. Bengtsson, 93, svensk översättare.[784]
- 25 november – Terry Venables, 80, brittisk (engelsk) fotbollsspelare och tränare.[785]
- 25 november – Yngvar Numme, 79, norsk regissör, underhållare, sångare och textförfattare (Dizzie Tunes).[786]
- 25 november – Leslie "Les" Maguire, 81, brittisk musiker (Gerry and the Pacemakers).[787]
- 26 november – Geordie Walker, 64, brittisk musiker, gitarrist i postpunkbandet Killing Joke.[788]
- 26 november – Big Fred, 46, svensk rappare, programledare, skådespelare och komiker.[789]
- 27 november – Mihály Vajda, 88, ungersk filosof.[790]
- 27 november – Paweł Huelle, 66, polsk författare.[791]
- 27 november – Mary L. Cleave, 76, amerikansk astronaut.[792]
- 28 november – Cecil Sandford, 95, brittisk roadracingförare.[793]
- 28 november – Charlie Munger, 99, amerikansk finansman och investerare (Berkshire Hathaway).[794]
- 28 november – Josip Čorak, 80, kroatisk brottare (tävlade för Jugoslavien), olympisk silvermedaljör 1972.[795]
- 29 november – Taichi Yamada, 89, japansk författare och manusförfattare.[796]
- 29 november – Henry Kissinger, 100, amerikansk politisk ämbetsman, diplomat och statsvetare, nationell säkerhetsrådgivare 1969–1975 och utrikesminister 1973–1977, fredspristagare 1973.[797]
- 29 november – Scott Kempner, 69, amerikansk musiker, bland annat mångårig gitarrist i The Dictators.[798]
- 29 november – Elliott Erwitt, 95, franskfödd amerikansk reklam- och dokumentärfotograf.[799]
- 30 november – Vassilis Vassilikos, 89, grekisk författare och diplomat.[800]
- 30 november – Shane MacGowan, 65, irländsk-brittisk sångare och låtskrivare (The Pogues, m m).[801]
- 30 november – Sante Gaiardoni, 84, italiensk tävlingscyklist, tvåfaldig OS-guldmedaljör 1960.[802]
- 30 november – Alistair Darling, 70, brittisk politiker, finansminister 2007–2010.[803]

## December

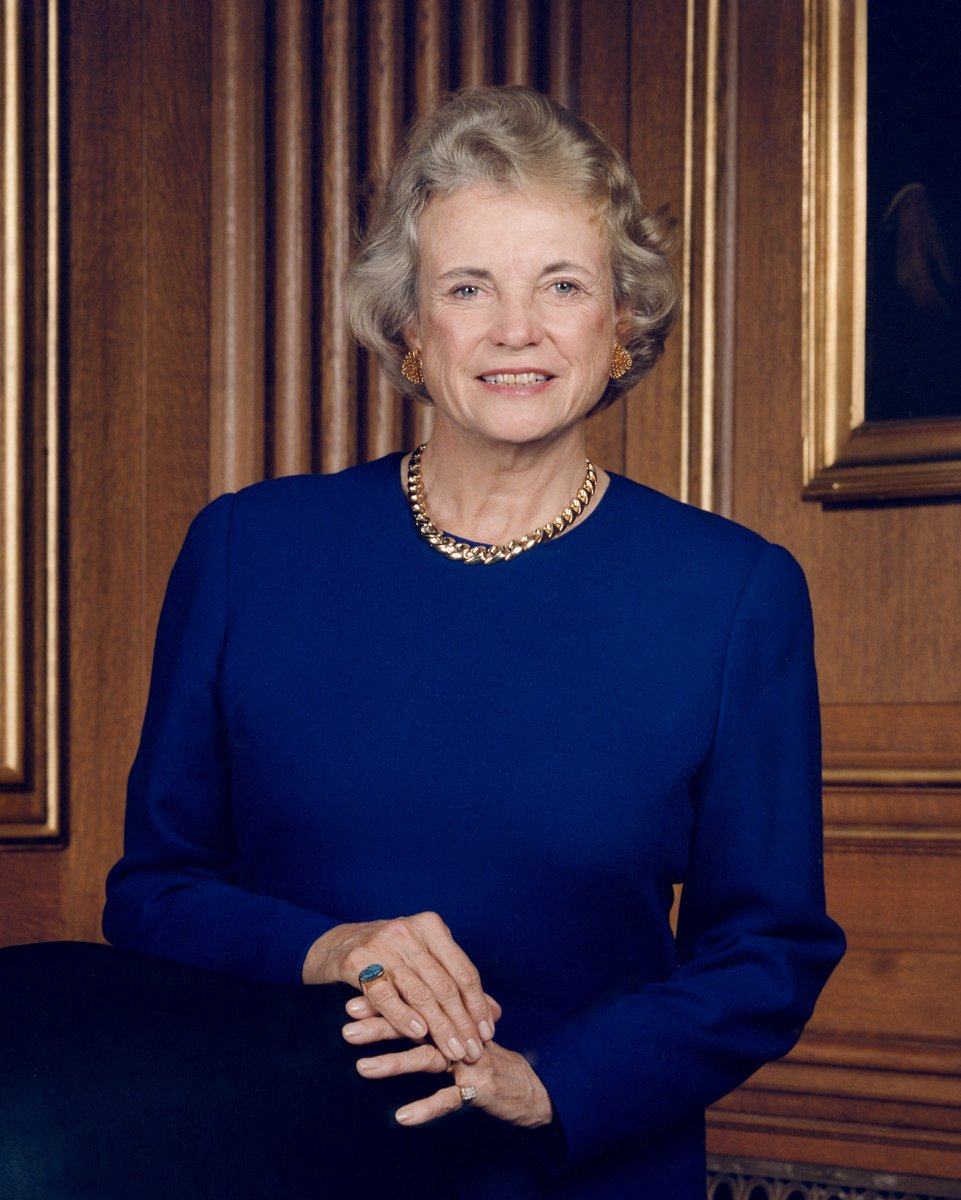
Den amerikanska juristen Sandra Day O'Connor, domare i USA:s högsta domstol 1981–2006 och domstolens första kvinnliga ledamot, avled 1 december, 93 år gammal.

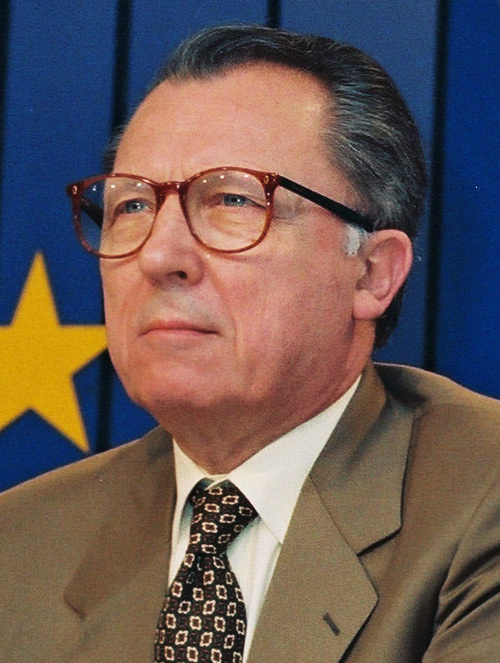
Den franske politikern Jacques Delors, Europeiska kommissionens ordförande 1985–1995, avled 27 december, 98 år gammal.

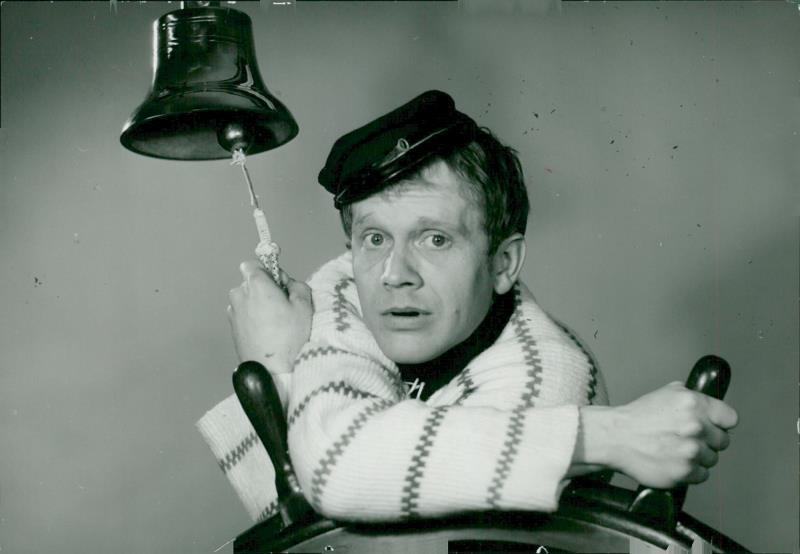
Den svenske skådespelaren och sångaren Per Myrberg avled 28 december, 90 år gammal.

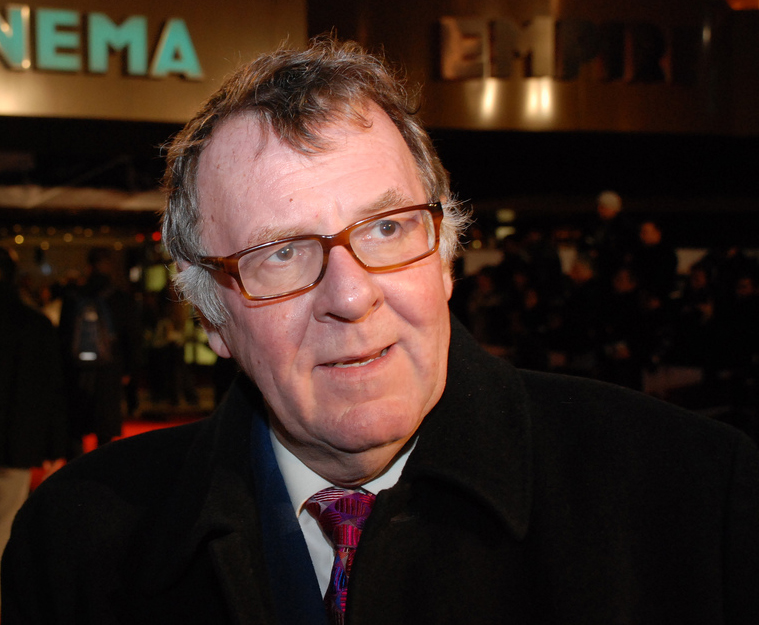
Den brittiske skådespelaren Tom Wilkinson avled 30 december, 75 år gammal.

- 1 december – Vivi-Anne Wassdahl, 91, svensk alpin skidåkare, bl.a i vinter-OS 1956.[804]
- 1 december – Sandra Day O'Connor, 93, amerikansk jurist, domare i USA:s högsta domstol 1981–2006 och domstolens första kvinnliga ledamot.[805]
- 1 december – Carissa Etienne, 71, dominikisk politiker och folkhälsoexpert, chef för Pan American Health Organization (PAHO) 2018–2023.[806]
- 1 december – Robert "Bruce" Dickson, 92, kanadensisk ishockeyspelare.[807]
- 1 december – Gerd Persson, 90, svensk sångerska.[808]
- 3 december – Yacouba Sawadogo, 77, burkinsk jordbrukare och agronom och motverkare av ökenspridning.[809]
- 3 december – Bonne Löfman, 67, svensk gitarrist och turnémusiker.[810]
- 5 december – Bodil Mannheimer, 88, svensk skådespelare.[811]
- 5 december – Norman Lear, 101, amerikansk manusförfattare, skapare av TV-serier och producent.[812]
- 5 december – Denny Laine, 79, brittisk multiinstrumentalist, sångare och kompositör (The Moody Blues och Wings).[813]
- 5 december – Constantin av Liechtenstein, 51, liechtensteinsk prins och affärsman.[814]
- 6 december – Marisa Pavan, 91, italiensk skådespelare.[815]
- 6 december – Barbara Levick, 92, brittisk historiker och epigrafiker.[816]
- 6 december – Dean Crawford, 65, kanadensisk roddare, OS-guldmedaljör 1984.[817]
- 6 december – Alfredo Bonanno, 86, italiensk anarkist och teoretiker.[818]
- 6 december – Joseph Bernardo, 94, fransk simmare, OS-bronsmedaljör 1948 och 1952.[819]
- 7 december – Benjamin Zephaniah, 65, brittisk poet och författare.[820]
- 7 december – Satu Tiivola, 99, finländsk företagsledare och kommerseråd.[821]
- 7 december – Emiko Miyamoto, 86, japansk volleybollspelare, OS-guld 1964.[822]
- 8 december – Melker Schörling, 76, svensk affärsman.[823]
- 8 december – Ryan O'Neal, 82, amerikansk skådespelare.[824]
- 8 december – Peter-Michael Kolbe, 70, tysk roddare (tävlade för Västtyskland), trefaldig OS-silvermedaljör.[825]
- 9 december – Maija Lavonen, 92, finländsk textilkonstnär.[826]
- 10 december – Maria Pisareva, 90, rysk höjdhoppare (tävlade för Sovjetunionen), OS-silvermedaljör 1956.[827]
- 10 december – Graziella Magherini, 96, italiensk psykiater.[828]
- 10 december – Gao Yaojie, 95, kinesisk gynekolog och aids-aktivist.[829]
- 10 december – Julian Carroll, 92, amerikansk demokratisk politiker, Kentuckys guvernör 1974–1979.[830]
- 11 december – Andre Braugher, 61, amerikansk skådespelare.[831]
- 12 december – Ole Paus, 76, norsk sångare och låtskrivare.[832]
- 12 december – Hans "Vild-Hasse" Bengtsson, 85, svensk marknadsknalle.[833]
- 14 december – Lee Redmond, 82, amerikansk världsrekordhållare (i innehavet av längsta fingernaglar på båda händerna).[834]
- 15 december – Hans "Hasse" Selander, 78, svensk fotbollsspelare.[835]
- 15 december – Steve Halliwell, 77, brittisk skådespelare (Hem till gården).[836]
- Exakt datum saknas – Colin Burgess, 77, australisk trummis (AC/DC, m m).[837]
- 16 december – Kenpachiro Satsuma, 76, japansk skådespelare och stuntman.[838]
- 16 december – Tim Norell, 68, svensk låtskrivare.[839]
- 16 december – Antonio Negri, 90, italiensk politisk filosof.[840]
- 16 december – Nawaf al-Ahmad al-Jabir al-Sabah, 86, kuwaitisk regerande emir sedan 2020.[841]
- 16 december – Rolando Garbey, 76, kubansk boxare, OS-silvermedaljör 1968 och världsmästare 1974.[842]
- 17 december – James McCaffrey, 65, amerikansk skådespelare.[843]
- 17 december – Otar Iosseliani, 89, georgisk filmregissör och manusförfattare.[844]
- 18 december – Bo "Bosse" Larsson, 79, svensk fotbollsspelare.[845]
- 19 december – K.M. Peyton, 94, brittisk författare av barn- och ungdomslitteratur.[846]
- 19 december – Janusz Gortat, 75, polsk boxare, OS-bronsmedaljör 1972 och 1976.[847]
- 20 december – Torben Ulrich, 95, dansk tennisspelare, filmskapare och författare, far till Lars Ulrich.[848]
- 20 december – Philip H. Hayes, 83, amerikansk demokratisk politiker och jurist, representanthusledamot 1975–1977.[849][850]
- 21 december – Inga Tobiasson, 103, svensk barnteaterpedagog och barnprogramledare i radio och TV. [851]
- 21 december – Robert Solow, 99, amerikansk nationalekonom, mottagare av Sveriges Riksbanks pris i ekonomisk vetenskap till Alfred Nobels minne 1987.[852]
- 21 december – Rebekka Habermas, 64, tysk historiker.[853]
- 21 december – Fredrik Heffermehl, 85, norsk jurist, författare och fredsaktivist.[854]
- 22 december – Heike Matthiesen, 59, tysk klassisk gitarrist.[855]
- 22 december – Laura Lynch, 65, amerikansk basist och sångerska (Dixie Chicks).[856]
- 26 december – Wolfgang Schäuble, 81, tysk politiker.[857]
- 26 december – Lesley McNaught-Mändli, 59, brittisk-schweizisk ryttare (tävlade för Schweiz), OS-silver 2000.[858]
- 26 december – Elsa Lystad, 93, norsk skådespelare (Fredrikssons fabrik).[859]
- 27 december – Lee Sun-Kyun, 48, sydkoreansk skådespelare (Parasite).[860]
- 27 december – Herb Kohl, 88, amerikansk demokratisk politiker, senator 1989–2013.[861]
- 27 december – Gaston Glock, 94, österrikisk ingenjör och vapentillverkare (Glock).[862]
- 27 december – Jacques Delors, 98, fransk politiker, Europeiska kommissionens ordförande 1985–1995.[863]
- 28 december – Per Myrberg, 90, svensk skådespelare och sångare.[864]
- 28 december – Magnus Lind, 78, svensk musiker och låtskrivare (Aston Reymers Rivaler, Perssons Pack, m.m).[865]
- 29 december – Gil de Ferran, 56, fransk-brasiliansk racerförare, Indianapolis 500-vinnare 2003.[866]
- 30 december – Tom Wilkinson, 75, brittisk skådespelare.[867]
- 30 december – John Pilger, 84, australisk journalist och dokumentärfilmare.[868]
- 30 december – Luboš Kohoutek, 88, tjeckisk astronom.[869]
- 31 december – Cale Yarborough, 84, amerikansk racerförare.[870]
- 31 december – Lee Jae-rock, 80, sydkoreansk pastor, grundare av megakyrkan Manmin Central Church och dömd sexförbrytare.[871]
- 31 december – Benjamin Kiplagat, 34, ugandisk långdistanslöpare inom hinderlöpning.[872]
- 31 december – Eddie Bernice Johnson, 88, amerikansk demokratisk politiker, representanthusledamot 1993–2023.[873]